# Liste des anciennes communes de la Dordogne
Cette page retrace toutes les modifications communales dans le département de la Dordogne : les anciennes communes qui ont existé depuis la Révolution française, ainsi que les créations, les modifications officielles de nom, ainsi que les échanges de territoires entre communes.
Dans le département de la Dordogne, étendu, le nombre de communes était élevé au moment de la formation du département, à la Révolution.
Très vite, ce nombre va décliner en regroupant les petites communes, avec une première vague dès 1793-1794, suivie d'une seconde dans les années 1820. On passe ainsi d'environ 700 communes à moins de 600. Le nombre de communes s'est ensuite stabilisé. Plus récemment, cependant, un nouveau mouvement de regroupements est apparu, résultat d'un exode rural marqué ayant dépeuplé nombre de petites communes rurales. Ce mouvement s'est amorcé avant même les lois incitatives (comme la loi Marcellin dans les années 1970 ou à la suite de l'adoption de la loi NOTRe plus récemment). Ces deux lois ont néanmoins redynamisé le mouvement de fond. Au 1er janvier 2024, le département compte 503 communes.

## Transfert vers autre département

### 1819
- Beaurepos intégrée à Souillac, département du Lot[Cass. 1],[Off. 1]

### 1793
En 1793, par décret, dix communes de la Corrèze ont été rattachées au département de la Dordogne : Boisseuilh, Coubjours, Génis, Payzac, Saint-Cyr-les-Champagnes, Saint-Mesmin, Sainte-Trie, Salagnac, Savignac-Lédrier et Teillots.

### 1793 ou 1794
- Cavarc, transférée en 1793 ou 1794 au département de Lot-et-Garonne, canton de Castillonnès, district de Lauzun[Note 1].

## Fusions
| Nom de la nouvelle commune              | Communes réunies | Régime | Date (et nature) de la décision                       | Date d'effet                               |
| --------------------------------------- | --- | --- | ----------------------------------------------------- | ------------------------------------------ |
| Pechs-de-l'Espérance                    | Peyrillac-et-Millac | commune nouvelle (avec communes déléguées)                                                                                         | 27 septembre 2021 (Arrêté) ,                          | 1er janvier 2022                           |
| Pechs-de-l'Espérance                    | Cazoulès | commune nouvelle (avec communes déléguées)                                                                                         | 27 septembre 2021 (Arrêté) ,                          | 1er janvier 2022                           |
| Pechs-de-l'Espérance                    | Orliaguet | commune nouvelle (avec communes déléguées)                                                                                         | 27 septembre 2021 (Arrêté) ,                          | 1er janvier 2022                           |
| Sigoulès-et-Flaugeac                    | Sigoulès | commune nouvelle (SANS communes déléguées depuis le 7-1-2019)                                                                      | 6 novembre 2018 (Arrêté) ,                            | 1er janvier 2019                           |
| Sigoulès-et-Flaugeac                    | Flaugeac | commune nouvelle (SANS communes déléguées depuis le 7-1-2019)                                                                      | 6 novembre 2018 (Arrêté) ,                            | 1er janvier 2019                           |
| Brantôme en Périgord                    | Brantôme en Périgord | commune nouvelle (avec 8 communes déléguées : ces 7 communes-là ainsi que celle de Saint-Julien-de-Bourdeilles)                    | 31 octobre 2018 (Arrêté) ,                            | 1er janvier 2019                           |
| Brantôme en Périgord                    | Cantillac | commune nouvelle (avec 8 communes déléguées : ces 7 communes-là ainsi que celle de Saint-Julien-de-Bourdeilles)                    | 31 octobre 2018 (Arrêté) ,                            | 1er janvier 2019                           |
| Brantôme en Périgord                    | Eyvirat | commune nouvelle (avec 8 communes déléguées : ces 7 communes-là ainsi que celle de Saint-Julien-de-Bourdeilles)                    | 31 octobre 2018 (Arrêté) ,                            | 1er janvier 2019                           |
| Brantôme en Périgord                    | La Gonterie-Boulouneix | commune nouvelle (avec 8 communes déléguées : ces 7 communes-là ainsi que celle de Saint-Julien-de-Bourdeilles)                    | 31 octobre 2018 (Arrêté) ,                            | 1er janvier 2019                           |
| Brantôme en Périgord                    | Saint-Crépin-de-Richemont                                                                                                   | commune nouvelle (avec 8 communes déléguées : ces 7 communes-là ainsi que celle de Saint-Julien-de-Bourdeilles)                    | 31 octobre 2018 (Arrêté) ,                            | 1er janvier 2019                           |
| Brantôme en Périgord                    | Sencenac-Puy-de-Fourches | commune nouvelle (avec 8 communes déléguées : ces 7 communes-là ainsi que celle de Saint-Julien-de-Bourdeilles)                    | 31 octobre 2018 (Arrêté) ,                            | 1er janvier 2019                           |
| Brantôme en Périgord                    | Valeuil | commune nouvelle (avec 8 communes déléguées : ces 7 communes-là ainsi que celle de Saint-Julien-de-Bourdeilles)                    | 31 octobre 2018 (Arrêté) ,                            | 1er janvier 2019                           |
| Les Eyzies                              | Les Eyzies-de-Tayac-Sireuil                                                                                                 | commune nouvelle (avec communes déléguées) (Sireuil perd son statut de commune associée et ne devient pas commune déléguée)        | 11 octobre 2018 (Arrêté) ,                            | 1er janvier 2019                           |
| Les Eyzies                              | Manaurie | commune nouvelle (avec communes déléguées) (Sireuil perd son statut de commune associée et ne devient pas commune déléguée)        | 11 octobre 2018 (Arrêté) ,                            | 1er janvier 2019                           |
| Les Eyzies                              | Saint-Cirq | commune nouvelle (avec communes déléguées) (Sireuil perd son statut de commune associée et ne devient pas commune déléguée)        | 11 octobre 2018 (Arrêté) ,                            | 1er janvier 2019                           |
| Coly-Saint-Amand                        | Saint-Amand-de-Coly | commune nouvelle (avec communes déléguées)                                                                                         | 21 septembre 2018 (Arrêté) ,                          | 1er janvier 2019                           |
| Coly-Saint-Amand                        | Coly | commune nouvelle (avec communes déléguées)                                                                                         | 21 septembre 2018 (Arrêté) ,                          | 1er janvier 2019                           |
| Eyraud-Crempse-Maurens                  | Maurens | commune nouvelle (avec communes déléguées)                                                                                         | 21 septembre 2018 (Arrêté) ,                          | 1er janvier 2019                           |
| Eyraud-Crempse-Maurens                  | Laveyssière | commune nouvelle (avec communes déléguées)                                                                                         | 21 septembre 2018 (Arrêté) ,                          | 1er janvier 2019                           |
| Eyraud-Crempse-Maurens                  | Saint-Jean-d'Eyraud | commune nouvelle (avec communes déléguées)                                                                                         | 21 septembre 2018 (Arrêté) ,                          | 1er janvier 2019                           |
| Eyraud-Crempse-Maurens                  | Saint-Julien-de-Crempse | commune nouvelle (avec communes déléguées)                                                                                         | 21 septembre 2018 (Arrêté) ,                          | 1er janvier 2019                           |
| Saint-Julien-Innocence-Eulalie          | Sainte-Innocence | commune nouvelle (avec communes déléguées)                                                                                         | 21 septembre 2018 (Arrêté) ,                          | 1er janvier 2019                           |
| Saint-Julien-Innocence-Eulalie          | Saint-Julien-d'Eymet | commune nouvelle (avec communes déléguées)                                                                                         | 21 septembre 2018 (Arrêté) ,                          | 1er janvier 2019                           |
| Saint-Julien-Innocence-Eulalie          | Sainte-Eulalie-d'Eymet | commune nouvelle (avec communes déléguées)                                                                                         | 21 septembre 2018 (Arrêté) ,                          | 1er janvier 2019                           |
| La Jemaye-Ponteyraud                    | La Jemaye | commune nouvelle (avec communes déléguées)                                                                                         | 1er décembre 2016 (Arrêté) ,                          | 1er janvier 2017                           |
| La Jemaye-Ponteyraud                    | Ponteyraud | commune nouvelle (avec communes déléguées)                                                                                         | 1er décembre 2016 (Arrêté) ,                          | 1er janvier 2017                           |
| Boulazac Isle Manoire                   | Boulazac Isle Manoire | commune nouvelle (avec 4 communes déléguées : Boulazac, Sainte-Marie-de-Chignac, Atur et Saint-Laurent-sur-Manoire)                | 26 septembre 2016 (Arrêté) ,                          | 1er janvier 2017                           |
| Boulazac Isle Manoire                   | Sainte-Marie-de-Chignac | commune nouvelle (avec 4 communes déléguées : Boulazac, Sainte-Marie-de-Chignac, Atur et Saint-Laurent-sur-Manoire)                | 26 septembre 2016 (Arrêté) ,                          | 1er janvier 2017                           |
| Cubjac-Auvézère-Val d'Ans               | Cubjac | commune nouvelle (avec communes déléguées)                                                                                         | 26 septembre 2016 (Arrêté) ,                          | 1er janvier 2017                           |
| Cubjac-Auvézère-Val d'Ans               | La Boissière-d'Ans | commune nouvelle (avec communes déléguées)                                                                                         | 26 septembre 2016 (Arrêté) ,                          | 1er janvier 2017                           |
| Cubjac-Auvézère-Val d'Ans               | Saint-Pantaly-d'Ans | commune nouvelle (avec communes déléguées)                                                                                         | 26 septembre 2016 (Arrêté) ,                          | 1er janvier 2017                           |
| Mareuil en Périgord                     | Mareuil | commune nouvelle (avec communes déléguées)                                                                                         | 26 septembre 2016 (Arrêté) ,                          | 1er janvier 2017                           |
| Mareuil en Périgord                     | Beaussac | commune nouvelle (avec communes déléguées)                                                                                         | 26 septembre 2016 (Arrêté) ,                          | 1er janvier 2017                           |
| Mareuil en Périgord                     | Champeaux-et-la-Chapelle-Pommier                                                                                            | commune nouvelle (avec communes déléguées)                                                                                         | 26 septembre 2016 (Arrêté) ,                          | 1er janvier 2017                           |
| Mareuil en Périgord                     | Les Graulges | commune nouvelle (avec communes déléguées)                                                                                         | 26 septembre 2016 (Arrêté) ,                          | 1er janvier 2017                           |
| Mareuil en Périgord                     | Léguillac-de-Cercles | commune nouvelle (avec communes déléguées)                                                                                         | 26 septembre 2016 (Arrêté) ,                          | 1er janvier 2017                           |
| Mareuil en Périgord                     | Monsec | commune nouvelle (avec communes déléguées)                                                                                         | 26 septembre 2016 (Arrêté) ,                          | 1er janvier 2017                           |
| Mareuil en Périgord                     | Puyrenier | commune nouvelle (avec communes déléguées)                                                                                         | 26 septembre 2016 (Arrêté) ,                          | 1er janvier 2017                           |
| Mareuil en Périgord                     | Saint-Sulpice-de-Mareuil | commune nouvelle (avec communes déléguées)                                                                                         | 26 septembre 2016 (Arrêté) ,                          | 1er janvier 2017                           |
| Mareuil en Périgord                     | Vieux-Mareuil | commune nouvelle (avec communes déléguées)                                                                                         | 26 septembre 2016 (Arrêté) ,                          | 1er janvier 2017                           |
| Saint Privat en Périgord                | Saint-Privat-des-Prés | commune nouvelle (SANS communes déléguées depuis le 5-6-2020)                                                                      | 26 septembre 2016 (Arrêté) ,                          | 1er janvier 2017                           |
| Saint Privat en Périgord                | Festalemps | commune nouvelle (SANS communes déléguées depuis le 5-6-2020)                                                                      | 26 septembre 2016 (Arrêté) ,                          | 1er janvier 2017                           |
| Saint Privat en Périgord                | Saint-Antoine-Cumond | commune nouvelle (SANS communes déléguées depuis le 5-6-2020)                                                                      | 26 septembre 2016 (Arrêté) ,                          | 1er janvier 2017                           |
| Sanilhac                                | Notre-Dame-de-Sanilhac | commune nouvelle (avec communes déléguées)                                                                                         | 26 septembre 2016 (Arrêté) ,                          | 1er janvier 2017                           |
| Sanilhac                                | Breuilh | commune nouvelle (avec communes déléguées)                                                                                         | 26 septembre 2016 (Arrêté) ,                          | 1er janvier 2017                           |
| Sanilhac                                | Marsaneix | commune nouvelle (avec communes déléguées)                                                                                         | 26 septembre 2016 (Arrêté) ,                          | 1er janvier 2017                           |
| La Tour-Blanche-Cercles                 | La Tour-Blanche | commune nouvelle (avec communes déléguées)                                                                                         | 26 septembre 2016 (Arrêté) ,                          | 1er janvier 2017                           |
| La Tour-Blanche-Cercles                 | Cercles | commune nouvelle (avec communes déléguées)                                                                                         | 26 septembre 2016 (Arrêté) ,                          | 1er janvier 2017                           |
| Val de Louyre et Caudeau                | Sainte-Alvère-Saint-Laurent Les Bâtons                                                                                      | commune nouvelle (avec 3 communes déléguées : Sainte-Alvère, Cendrieux et Saint-Laurent-des-Bâtons)                                | 26 septembre 2016 (Arrêté) ,                          | 1er janvier 2017                           |
| Val de Louyre et Caudeau                | Cendrieux | commune nouvelle (avec 3 communes déléguées : Sainte-Alvère, Cendrieux et Saint-Laurent-des-Bâtons)                                | 26 septembre 2016 (Arrêté) ,                          | 1er janvier 2017                           |
| Bassillac et Auberoche                  | Bassillac | commune nouvelle (avec communes déléguées)                                                                                         | 29 juin 2016 (Arrêté) 1er juillet 2016 (Arrêté) ,     | 1er janvier 2017                           |
| Bassillac et Auberoche                  | Blis-et-Born | commune nouvelle (avec communes déléguées)                                                                                         | 29 juin 2016 (Arrêté) 1er juillet 2016 (Arrêté) ,     | 1er janvier 2017                           |
| Bassillac et Auberoche                  | Le Change | commune nouvelle (avec communes déléguées)                                                                                         | 29 juin 2016 (Arrêté) 1er juillet 2016 (Arrêté) ,     | 1er janvier 2017                           |
| Bassillac et Auberoche                  | Eyliac | commune nouvelle (avec communes déléguées)                                                                                         | 29 juin 2016 (Arrêté) 1er juillet 2016 (Arrêté) ,     | 1er janvier 2017                           |
| Bassillac et Auberoche                  | Milhac-d'Auberoche | commune nouvelle (avec communes déléguées)                                                                                         | 29 juin 2016 (Arrêté) 1er juillet 2016 (Arrêté) ,     | 1er janvier 2017                           |
| Bassillac et Auberoche                  | Saint-Antoine-d'Auberoche                                                                                                   | commune nouvelle (avec communes déléguées)                                                                                         | 29 juin 2016 (Arrêté) 1er juillet 2016 (Arrêté) ,     | 1er janvier 2017                           |
| Castels et Bézenac                      | Castels | commune nouvelle (SANS communes déléguées depuis le 1-1-2020)                                                                      | 29 juin 2016 (Arrêté) 1er juillet 2016 (Arrêté) ,     | 1er janvier 2017                           |
| Castels et Bézenac                      | Bézenac | commune nouvelle (SANS communes déléguées depuis le 1-1-2020)                                                                      | 29 juin 2016 (Arrêté) 1er juillet 2016 (Arrêté) ,     | 1er janvier 2017                           |
| Les Coteaux Périgourdins                | Chavagnac | commune nouvelle (avec communes déléguées)                                                                                         | 29 juin 2016 (Arrêté) ,                               | 1er janvier 2017                           |
| Les Coteaux Périgourdins                | Grèzes | commune nouvelle (avec communes déléguées)                                                                                         | 29 juin 2016 (Arrêté) ,                               | 1er janvier 2017                           |
| Beaumontois en Périgord                 | Beaumont-du-Périgord | commune nouvelle (avec communes déléguées) (Born-de-Champs perd son statut de commune associée et ne devient pas commune déléguée) | 29 décembre 2015 (Arrêté) ,                           | 1er janvier 2016                           |
| Beaumontois en Périgord                 | Labouquerie | commune nouvelle (avec communes déléguées) (Born-de-Champs perd son statut de commune associée et ne devient pas commune déléguée) | 29 décembre 2015 (Arrêté) ,                           | 1er janvier 2016                           |
| Beaumontois en Périgord                 | Nojals-et-Clotte | commune nouvelle (avec communes déléguées) (Born-de-Champs perd son statut de commune associée et ne devient pas commune déléguée) | 29 décembre 2015 (Arrêté) ,                           | 1er janvier 2016                           |
| Beaumontois en Périgord                 | Sainte-Sabine-Born | commune nouvelle (avec communes déléguées) (Born-de-Champs perd son statut de commune associée et ne devient pas commune déléguée) | 29 décembre 2015 (Arrêté) ,                           | 1er janvier 2016                           |
| Coux et Bigaroque-Mouzens               | Coux-et-Bigaroque | commune nouvelle (SANS communes déléguées depuis le 1-1-2020)                                                                      | 21 décembre 2015 (Arrêté) ,                           | 1er janvier 2016                           |
| Coux et Bigaroque-Mouzens               | Mouzens | commune nouvelle (SANS communes déléguées depuis le 1-1-2020)                                                                      | 21 décembre 2015 (Arrêté) ,                           | 1er janvier 2016                           |
| Pays de Belvès                          | Belvès | commune nouvelle (avec communes déléguées) (Fongalop perd son statut de commune associée et ne devient pas commune déléguée)       | 21 décembre 2015 (Arrêté) ,                           | 1er janvier 2016                           |
| Pays de Belvès                          | Saint-Amand-de-Belvès | commune nouvelle (avec communes déléguées) (Fongalop perd son statut de commune associée et ne devient pas commune déléguée)       | 21 décembre 2015 (Arrêté) ,                           | 1er janvier 2016                           |
| Sorges et Ligueux en Périgord           | Sorges | commune nouvelle (avec communes déléguées)                                                                                         | 21 décembre 2015 (Arrêté) ,                           | 1er janvier 2016                           |
| Sorges et Ligueux en Périgord           | Ligueux | commune nouvelle (avec communes déléguées)                                                                                         | 21 décembre 2015 (Arrêté) ,                           | 1er janvier 2016                           |
| Saint Aulaye-Puymangou                  | Saint-Aulaye | commune nouvelle (avec communes déléguées)                                                                                         | 14 décembre 2015 (Arrêté) 21 décembre 2015 (Arrêté) , | 1er janvier 2016                           |
| Saint Aulaye-Puymangou                  | Puymangou | commune nouvelle (avec communes déléguées)                                                                                         | 14 décembre 2015 (Arrêté) 21 décembre 2015 (Arrêté) , | 1er janvier 2016                           |
| Boulazac Isle Manoire                   | Boulazac | commune nouvelle (avec communes déléguées)                                                                                         | 14 décembre 2015 (Arrêté) ,                           | 1er janvier 2016                           |
| Boulazac Isle Manoire                   | Atur | commune nouvelle (avec communes déléguées)                                                                                         | 14 décembre 2015 (Arrêté) ,                           | 1er janvier 2016                           |
| Boulazac Isle Manoire                   | Saint-Laurent-sur-Manoire                                                                                                   | commune nouvelle (avec communes déléguées)                                                                                         | 14 décembre 2015 (Arrêté) ,                           | 1er janvier 2016                           |
| Brantôme en Périgord                    | Brantôme | commune nouvelle (avec communes déléguées)                                                                                         | 14 décembre 2015 (Arrêté) ,                           | 1er janvier 2016                           |
| Brantôme en Périgord                    | Saint-Julien-de-Bourdeilles                                                                                                 | commune nouvelle (avec communes déléguées)                                                                                         | 14 décembre 2015 (Arrêté) ,                           | 1er janvier 2016                           |
| Parcoul-Chenaud                         | Parcoul | commune nouvelle (avec communes déléguées)                                                                                         | 14 décembre 2015 (Arrêté) ,                           | 1er janvier 2016                           |
| Parcoul-Chenaud                         | Chenaud | commune nouvelle (avec communes déléguées)                                                                                         | 14 décembre 2015 (Arrêté) ,                           | 1er janvier 2016                           |
| Sainte-Alvère-Saint-Laurent Les Bâtons  | Sainte-Alvère | commune nouvelle (avec communes déléguées)                                                                                         | 22 octobre 2015 (Arrêté) ,                            | 1er janvier 2016                           |
| Sainte-Alvère-Saint-Laurent Les Bâtons  | Saint-Laurent-des-Bâtons | commune nouvelle (avec communes déléguées)                                                                                         | 22 octobre 2015 (Arrêté) ,                            | 1er janvier 2016                           |
| Sainte-Sabine-Born                      | Sainte-Sabine | fusion association (Born-de-Champs perd son statut de commune associée en 2016 lors de la création de la commune nouvelle)         | 28 décembre 1973 (Arrêté)                             | 1er janvier 1974                           |
| Sainte-Sabine-Born                      | Born-de-Champs | fusion association (Born-de-Champs perd son statut de commune associée en 2016 lors de la création de la commune nouvelle)         | 28 décembre 1973 (Arrêté)                             | 1er janvier 1974                           |
| Le Buisson-de-Cadouin                   | Le Buisson-Cussac | fusion association | 28 octobre 1973 (Arrêté)                              | 1er janvier 1974                           |
| Le Buisson-de-Cadouin                   | Cadouin | fusion association | 28 octobre 1973 (Arrêté)                              | 1er janvier 1974                           |
| Le Buisson-de-Cadouin                   | Paleyrac | fusion association | 28 octobre 1973 (Arrêté)                              | 1er janvier 1974                           |
| Le Buisson-de-Cadouin                   | Urval (commune rétablie en 1989)                                                                                            | fusion association | 28 octobre 1973 (Arrêté)                              | 1er janvier 1974                           |
| Saint-Martial-et-Saint-Aubin-de-Nabirat | Saint-Martial-de-Nabirat (commune rétablie en 1984)                                                                         | fusion association (dissoute en 1984)                                                                                              | 28 décembre 1972 (Arrêté) 28 février 1973 (Arrêté)    | 1er janvier 1973                           |
| Saint-Martial-et-Saint-Aubin-de-Nabirat | Saint-Aubin-de-Nabirat (commune rétablie en 1984)                                                                           | fusion association (dissoute en 1984)                                                                                              | 28 décembre 1972 (Arrêté) 28 février 1973 (Arrêté)    | 1er janvier 1973                           |
| Les Eyzies-de-Tayac-Sireuil             | Les Eyzies-de-Tayac | fusion association (Sireuil perd son statut de commune associée en 2019 lors de la création de la commune nouvelle)                | 28 décembre 1972 (Arrêté)                             | 1er janvier 1973                           |
| Les Eyzies-de-Tayac-Sireuil             | Sireuil | fusion association (Sireuil perd son statut de commune associée en 2019 lors de la création de la commune nouvelle)                | 28 décembre 1972 (Arrêté)                             | 1er janvier 1973                           |
| Rouffignac-Saint-Cernin-de-Reilhac      | Rouffignac | fusion association | 28 décembre 1972 (Arrêté)                             | 1er janvier 1973                           |
| Rouffignac-Saint-Cernin-de-Reilhac      | Saint-Cernin-de-Reillac | fusion association | 28 décembre 1972 (Arrêté)                             | 1er janvier 1973                           |
| Belvès                                  | Belvès | fusion association (Fongalop perd son statut de commune associée en 2016 lors de la création de la commune nouvelle)               | 18 décembre 1972 (Arrêté)                             | 1er janvier 1973                           |
| Belvès                                  | Fongalop | fusion association (Fongalop perd son statut de commune associée en 2016 lors de la création de la commune nouvelle)               | 18 décembre 1972 (Arrêté)                             | 1er janvier 1973                           |
| Mauzac-et-Grand-Castang                 | Mauzac-et-Saint-Meyme-de-Rozens                                                                                             | fusion association | 18 décembre 1972 (Arrêté)                             | 1er janvier 1973                           |
| Mauzac-et-Grand-Castang                 | Grand-Castang | fusion association | 18 décembre 1972 (Arrêté)                             | 1er janvier 1973                           |
| Castelnaud-la-Chapelle                  | Castelnaud-Fayrac | fusion association | 11 décembre 1972 (Arrêté)                             | 1er janvier 1973                           |
| Castelnaud-la-Chapelle                  | La Chapelle-Péchaud | fusion association | 11 décembre 1972 (Arrêté)                             | 1er janvier 1973                           |
| La Roche-de-Saint-Michel                | La Roche-Chalais | fusion association | 11 décembre 1972 (Arrêté)                             | 1er janvier 1973                           |
| La Roche-de-Saint-Michel                | Saint-Michel-de-Rivière | fusion association | 11 décembre 1972 (Arrêté)                             | 1er janvier 1973                           |
| La Roche-de-Saint-Michel                | Saint-Michel-l'Écluse-et-Léparon                                                                                            | fusion association | 11 décembre 1972 (Arrêté)                             | 1er janvier 1973                           |
| Nanteuil-Auriac-de-Bourzac              | Nanteuil-de-Bourzac | fusion simple | 1er décembre 1972 (Arrêté)                            | 1er janvier 1973                           |
| Nanteuil-Auriac-de-Bourzac              | Auriac-de-Bourzac | fusion simple | 1er décembre 1972 (Arrêté)                            | 1er janvier 1973                           |
| Plaisance                               | Eyrenville | fusion association (fusion simple depuis le 1-1-2011)                                                                              | 1er décembre 1972 (Arrêté)                            | 1er janvier 1973                           |
| Plaisance                               | Falgueyrat | fusion association (fusion simple depuis le 1-1-2011)                                                                              | 1er décembre 1972 (Arrêté)                            | 1er janvier 1973                           |
| Plaisance                               | Mandacou | fusion association (fusion simple depuis le 1-1-2011)                                                                              | 1er décembre 1972 (Arrêté)                            | 1er janvier 1973                           |
| Thénac                                  | Thénac | fusion association (fusion simple depuis le 1-1-2011)                                                                              | 1er décembre 1972 (Arrêté)                            | 1er janvier 1973                           |
| Thénac                                  | Monbos | fusion association (fusion simple depuis le 1-1-2011)                                                                              | 1er décembre 1972 (Arrêté)                            | 1er janvier 1973                           |
| Thénac                                  | Puyguilhem | fusion association (fusion simple depuis le 1-1-2011)                                                                              | 1er décembre 1972 (Arrêté)                            | 1er janvier 1973                           |
| Eymet                                   | Eymet | fusion | 7 décembre 1970 (Arrêté)                              | 1er janvier 1971                           |
| Eymet                                   | Cogulot | fusion | 7 décembre 1970 (Arrêté)                              | 1er janvier 1971                           |
| Eymet                                   | Rouquette | fusion | 7 décembre 1970 (Arrêté)                              | 1er janvier 1971                           |
| Eymet                                   | Saint-Sulpice-d'Eymet | fusion | 7 décembre 1970 (Arrêté)                              | 1er janvier 1971                           |
| Le Lardin-Saint-Lazare                  | Le Lardin | fusion | 15 avril 1967 (Arrêté)                                | 1er mai 1967                               |
| Le Lardin-Saint-Lazare                  | Saint-Lazare | fusion | 15 avril 1967 (Arrêté)                                | 1er mai 1967                               |
| Salignac-Eyvignes                       | Salignac | fusion | 23 février 1965 (Arrêté)                              | 1er mars 1965                              |
| Salignac-Eyvignes                       | Eyvignes-et-Eybènes | fusion | 23 février 1965 (Arrêté)                              | 1er mars 1965                              |
| Sarlat-la-Canéda                        | Sarlat | fusion | 25 janvier 1965 (Arrêté) 8 février 1965 (Arrêté)      | 1er mars 1965                              |
| Sarlat-la-Canéda                        | La Canéda | fusion | 25 janvier 1965 (Arrêté) 8 février 1965 (Arrêté)      | 1er mars 1965                              |
| Montpon-Ménestérol                      | Montpon-sur-l'Isle | fusion | 20 mai 1964 (Arrêté)                                  | 27 février 1965                            |
| Montpon-Ménestérol                      | Ménestérol-Montignac | fusion | 20 mai 1964 (Arrêté)                                  | 27 février 1965                            |
| Terrasson-la-Villedieu                  | Terrasson | fusion | 25 février 1963 (Arrêté)                              | 1er janvier 1963                           |
| Terrasson-la-Villedieu                  | La Villedieu | fusion | 25 février 1963 (Arrêté)                              | 1er janvier 1963                           |
| Carsac-Aillac                           | Carsac-de-Carlux | fusion | 31 janvier 1961 (Arrêté)                              | 1er janvier 1961                           |
| Carsac-Aillac                           | Aillac | fusion | 31 janvier 1961 (Arrêté)                              | 1er janvier 1961                           |
| Mazeyrolles                             | Mazeyrolles | fusion | 15 décembre 1960 (Arrêté)                             | 1er janvier 1961                           |
| Mazeyrolles                             | Fontenilles-d'Aigueparse | fusion | 15 décembre 1960 (Arrêté)                             | 1er janvier 1961                           |
| Le Buisson-Cussac                       | Le Buisson | fusion | 20 juillet 1960 (Arrêté),                             | 13 août 1960                               |
| Le Buisson-Cussac                       | Cussac | fusion | 20 juillet 1960 (Arrêté),                             | 13 août 1960                               |
| Port-Sainte-Foy-et-Ponchapt             | Port-Sainte-Foy | fusion | 20 juillet 1960 (Arrêté)                              | 13 août 1960                               |
| Port-Sainte-Foy-et-Ponchapt             | Ponchapt | fusion | 20 juillet 1960 (Arrêté)                              | 13 août 1960                               |
| Pressignac-Vicq                         | Pressignac | fusion | 20 juillet 1960 (Arrêté)                              | 13 août 1960                               |
| Pressignac-Vicq                         | Vicq | fusion | 20 juillet 1960 (Arrêté)                              | 13 août 1960                               |
| Villefranche-du-Périgord                | Villefranche-du-Périgord | fusion | 28 janvier 1960 (Arrêté)                              | 1er janvier 1960                           |
| Villefranche-du-Périgord                | Saint-Étienne-des-Landes | fusion | 28 janvier 1960 (Arrêté)                              | 1er janvier 1960                           |
| Mazeyrolles                             | Mazeyrolles | fusion | 5 décembre 1959 (Arrêté)                              | 1er janvier 1960                           |
| Mazeyrolles                             | La Trappe | fusion | 5 décembre 1959 (Arrêté)                              | 1er janvier 1960                           |
| Port-Sainte-Foy                         | Le Canet | fusion | 16 avril 1859 (Loi)                                   | 16 avril 1859 (Loi)                        |
| Port-Sainte-Foy                         | La Rouquette | fusion | 16 avril 1859 (Loi)                                   | 16 avril 1859 (Loi)                        |
| Port-Sainte-Foy                         | Saint-Avit-du-Tizac | fusion | 16 avril 1859 (Loi)                                   | 16 avril 1859 (Loi)                        |
| Tocane-Saint-Apre                       | Tocane | fusion | 26 juillet 1852 (Décret)                              | 26 juillet 1852 (Décret)                   |
| Tocane-Saint-Apre                       | Saint-Apre | fusion | 26 juillet 1852 (Décret)                              | 26 juillet 1852 (Décret)                   |
| Bonneville-et-Saint-Avit-de-Fumadières  | Bonneville | fusion | 26 juin 1836 (Ordonnance)                             | 26 juin 1836 (Ordonnance)                  |
| Bonneville-et-Saint-Avit-de-Fumadières  | Saint-Avit-de-Fumadières | fusion | 26 juin 1836 (Ordonnance)                             | 26 juin 1836 (Ordonnance)                  |
| Saint-Laurent-des-Bâtons                | Saint-Laurent-des-Bâtons | fusion | 18 novembre 1833 (Ordonnance)                         | 18 novembre 1833 (Ordonnance)              |
| Saint-Laurent-des-Bâtons                | Saint-Maurice | fusion | 18 novembre 1833 (Ordonnance)                         | 18 novembre 1833 (Ordonnance)              |
| Champagne-et-Fontaine                   | Champagne | fusion | 8 février 1832 (Ordonnance)                           | 8 février 1832 (Ordonnance)                |
| Champagne-et-Fontaine                   | Fontaine | fusion | 8 février 1832 (Ordonnance)                           | 8 février 1832 (Ordonnance)                |
| Paussac-et-Saint-Vivien                 | Paussac | fusion | 16 octobre 1830 (Ordonnance)                          | 16 octobre 1830 (Ordonnance)               |
| Paussac-et-Saint-Vivien                 | Saint-Vivien | fusion | 16 octobre 1830 (Ordonnance)                          | 16 octobre 1830 (Ordonnance)               |
| Sigoulès                                | Sigoulès | fusion | 16 décembre 1829 (Ordonnance)                         | 16 décembre 1829 (Ordonnance)              |
| Sigoulès                                | Lestignac | fusion | 16 décembre 1829 (Ordonnance)                         | 16 décembre 1829 (Ordonnance)              |
| Cherveix-Cubas                          | Cherveix | fusion | 22 novembre 1829 (Ordonnance)                         | 22 novembre 1829 (Ordonnance)              |
| Cherveix-Cubas                          | Cubas | fusion | 22 novembre 1829 (Ordonnance)                         | 22 novembre 1829 (Ordonnance)              |
| Cherveix-Cubas                          | Saint-Martial-Laborie | fusion | 22 novembre 1829 (Ordonnance)                         | 22 novembre 1829 (Ordonnance)              |
| Saint-Germain-et-Mons                   | Saint-Germain-de-Pontroumieux                                                                                               | fusion | 11 novembre 1829 (Ordonnance)                         | 11 novembre 1829 (Ordonnance)              |
| Saint-Germain-et-Mons                   | Mons | fusion | 11 novembre 1829 (Ordonnance)                         | 11 novembre 1829 (Ordonnance)              |
| Sencenac-Puy-de-Fourches                | Sencenac | fusion | 11 novembre 1829 (Ordonnance)                         | 11 novembre 1829 (Ordonnance)              |
| Sencenac-Puy-de-Fourches                | Puy-de-Fourches | fusion | 11 novembre 1829 (Ordonnance)                         | 11 novembre 1829 (Ordonnance)              |
| Couze-et-Saint-Front                    | Couze | fusion | 4 novembre 1829 (Ordonnance)                          | 4 novembre 1829 (Ordonnance)               |
| Couze-et-Saint-Front                    | Saint-Front-de-Colubri | fusion | 4 novembre 1829 (Ordonnance)                          | 4 novembre 1829 (Ordonnance)               |
| Cherval                                 | Cherval | fusion | 6 décembre 1827 (Ordonnance)                          | 6 décembre 1827 (Ordonnance)               |
| Cherval                                 | La Chapelle-Grésignac (commune rétablie en 1841)                                                                            | fusion | 6 décembre 1827 (Ordonnance)                          | 6 décembre 1827 (Ordonnance)               |
| Mareuil                                 | Mareuil | fusion | 6 décembre 1827 (Ordonnance)                          | 6 décembre 1827 (Ordonnance)               |
| Mareuil                                 | Saint-Pardoux-de-Mareuil | fusion | 6 décembre 1827 (Ordonnance)                          | 6 décembre 1827 (Ordonnance)               |
| Mareuil                                 | Saint-Priest-de-Mareuil | fusion | 6 décembre 1827 (Ordonnance)                          | 6 décembre 1827 (Ordonnance)               |
| Chapdeuil-et-Saint-Just                 | Chapdeuil (commune rétablie en 1887)                                                                                        | fusion | 3 octobre 1827 (Ordonnance)                           | 3 octobre 1827 (Ordonnance)                |
| Chapdeuil-et-Saint-Just                 | Saint-Just (commune rétablie en 1887)                                                                                       | fusion | 3 octobre 1827 (Ordonnance)                           | 3 octobre 1827 (Ordonnance)                |
| Gout-Rossignol                          | Gout | fusion | 27 septembre 1827 (Ordonnance)                        | 27 septembre 1827 (Ordonnance)             |
| Gout-Rossignol                          | Rossignol | fusion | 27 septembre 1827 (Ordonnance)                        | 27 septembre 1827 (Ordonnance)             |
| Eygurande-et-Gardedeuil                 | Eygurande | fusion | 21 septembre 1827 (Ordonnance)                        | 21 septembre 1827 (Ordonnance)             |
| Eygurande-et-Gardedeuil                 | Gardedeuil | fusion | 21 septembre 1827 (Ordonnance)                        | 21 septembre 1827 (Ordonnance)             |
| Saint-Romain-et-Saint-Clément           | Saint-Romain | fusion | 21 septembre 1827 (Ordonnance)                        | 21 septembre 1827 (Ordonnance)             |
| Saint-Romain-et-Saint-Clément           | Saint-Clément | fusion | 21 septembre 1827 (Ordonnance)                        | 21 septembre 1827 (Ordonnance)             |
| Biron                                   | Notre-Dame-de-Biron | fusion | 21 août 1827 (Ordonnance)                             | 21 août 1827 (Ordonnance)                  |
| Biron                                   | Bertis-de-Biron | fusion | 21 août 1827 (Ordonnance)                             | 21 août 1827 (Ordonnance)                  |
| Biron                                   | Saint-Cernin-de-Biron | fusion | 21 août 1827 (Ordonnance)                             | 21 août 1827 (Ordonnance)                  |
| Biron                                   | Saint-Michel-de-Biron | fusion | 21 août 1827 (Ordonnance)                             | 21 août 1827 (Ordonnance)                  |
| Biron                                   | Vergt-de-Biron (commune rétablie en 1840)                                                                                   | fusion | 21 août 1827 (Ordonnance)                             | 21 août 1827 (Ordonnance)                  |
| Castelnaud-Fayrac                       | Castelnaud | fusion | 21 août 1827 (Ordonnance)                             | 21 août 1827 (Ordonnance)                  |
| Castelnaud-Fayrac                       | Fayrac | fusion | 21 août 1827 (Ordonnance)                             | 21 août 1827 (Ordonnance)                  |
| Lussas-et-Nontronneau                   | Lussas | fusion | 21 août 1827 (Ordonnance)                             | 21 août 1827 (Ordonnance)                  |
| Lussas-et-Nontronneau                   | Nontronneau | fusion | 21 août 1827 (Ordonnance)                             | 21 août 1827 (Ordonnance)                  |
| La Rochebeaucourt-et-Argentine          | La Rochebeaucourt | fusion | 21 août 1827 (Ordonnance)                             | 21 août 1827 (Ordonnance)                  |
| La Rochebeaucourt-et-Argentine          | Argentine | fusion | 21 août 1827 (Ordonnance)                             | 21 août 1827 (Ordonnance)                  |
| Saint-Félix-de-Reillac-et-Mortemart     | Saint-Félix-de-Reillac | fusion | 21 août 1827 (Ordonnance)                             | 21 août 1827 (Ordonnance)                  |
| Saint-Félix-de-Reillac-et-Mortemart     | Mortemart | fusion | 21 août 1827 (Ordonnance)                             | 21 août 1827 (Ordonnance)                  |
| Beynac-et-Cazenac                       | Beynac | fusion | 15 août 1827 (Ordonnance)                             | 15 août 1827 (Ordonnance)                  |
| Beynac-et-Cazenac                       | Cazenac | fusion | 15 août 1827 (Ordonnance)                             | 15 août 1827 (Ordonnance)                  |
| Champeaux-et-la-Chapelle-Pommier        | Champeaux | fusion | 15 août 1827 (Ordonnance)                             | 15 août 1827 (Ordonnance)                  |
| Champeaux-et-la-Chapelle-Pommier        | La Chapelle-Pommier | fusion | 15 août 1827 (Ordonnance)                             | 15 août 1827 (Ordonnance)                  |
| La Chapelle-Faucher                     | La Chapelle-Faucher | fusion | 15 août 1827 (Ordonnance)                             | 15 août 1827 (Ordonnance)                  |
| La Chapelle-Faucher                     | Jumilhac-de-Cole | fusion | 15 août 1827 (Ordonnance)                             | 15 août 1827 (Ordonnance)                  |
| Cénac-et-Saint-Julien                   | Cénac | fusion | 11 juillet 1827 (Ordonnance)                          | 11 juillet 1827 (Ordonnance)               |
| Cénac-et-Saint-Julien                   | Saint-Julien-de-Castelnaud                                                                                                  | fusion | 11 juillet 1827 (Ordonnance)                          | 11 juillet 1827 (Ordonnance)               |
| Eyvigues-et-Eybènes                     | Eyvigues | fusion | 11 juillet 1827 (Ordonnance)                          | 11 juillet 1827 (Ordonnance)               |
| Eyvigues-et-Eybènes                     | Eybènes | fusion | 11 juillet 1827 (Ordonnance)                          | 11 juillet 1827 (Ordonnance)               |
| Florimont-Gaumier                       | Florimont | fusion | 11 juillet 1827 (Ordonnance)                          | 11 juillet 1827 (Ordonnance)               |
| Florimont-Gaumier                       | Gaumier | fusion | 11 juillet 1827 (Ordonnance)                          | 11 juillet 1827 (Ordonnance)               |
| Gageac-et-Rouillac                      | Gageac | fusion | 11 juillet 1827 (Ordonnance)                          | 11 juillet 1827 (Ordonnance)               |
| Gageac-et-Rouillac                      | Rouillac | fusion | 11 juillet 1827 (Ordonnance)                          | 11 juillet 1827 (Ordonnance)               |
| Marcillac-Saint-Quentin                 | Marcillac | fusion | 11 juillet 1827 (Ordonnance)                          | 11 juillet 1827 (Ordonnance)               |
| Marcillac-Saint-Quentin                 | Saint-Quentin | fusion | 11 juillet 1827 (Ordonnance)                          | 11 juillet 1827 (Ordonnance)               |
| Peyrillac-et-Millac                     | Peyrillac | fusion | 11 juillet 1827 (Ordonnance)                          | 11 juillet 1827 (Ordonnance)               |
| Peyrillac-et-Millac                     | Millac-le-Sec | fusion | 11 juillet 1827 (Ordonnance)                          | 11 juillet 1827 (Ordonnance)               |
| Saint-Cernin-de-Labarde                 | Saint-Cernin-de-Labarde | fusion | 11 juillet 1827 (Ordonnance)                          | 11 juillet 1827 (Ordonnance)               |
| Saint-Cernin-de-Labarde                 | Le Poujol | fusion | 11 juillet 1827 (Ordonnance)                          | 11 juillet 1827 (Ordonnance)               |
| Fontenilles-d'Aigueparse                | Fontenilles | fusion | 11 juillet 1827 (Ordonnance)                          | 11 juillet 1827 (Ordonnance)               |
| Fontenilles-d'Aigueparse                | Aigueparse | fusion | 11 juillet 1827 (Ordonnance)                          | 11 juillet 1827 (Ordonnance)               |
| Cercles                                 | Cercles | fusion | 28 décembre 1825 (Ordonnance)                         | 28 décembre 1825 (Ordonnance)              |
| Cercles                                 | La Chapelle-Montabourlet (commune rétablie en 1877)                                                                         | fusion | 28 décembre 1825 (Ordonnance)                         | 28 décembre 1825 (Ordonnance)              |
| Saint-Crépin-et-Carlucet                | Saint-Crépin | fusion | 28 décembre 1825 (Ordonnance)                         | 28 décembre 1825 (Ordonnance)              |
| Saint-Crépin-et-Carlucet                | Carlucet | fusion | 28 décembre 1825 (Ordonnance)                         | 28 décembre 1825 (Ordonnance)              |
| Bouteilles-Saint-Sébastien              | Bouteilles | fusion | 13 novembre 1825 (Ordonnance)                         | 13 novembre 1825 (Ordonnance)              |
| Bouteilles-Saint-Sébastien              | Saint-Sébastien | fusion | 13 novembre 1825 (Ordonnance)                         | 13 novembre 1825 (Ordonnance)              |
| Nojals-et-Clotte                        | Nojals | fusion | 13 novembre 1825 (Ordonnance)                         | 13 novembre 1825 (Ordonnance)              |
| Nojals-et-Clotte                        | Clotte | fusion | 13 novembre 1825 (Ordonnance)                         | 13 novembre 1825 (Ordonnance)              |
| Carlux                                  | Carlux | fusion | 23 septembre 1825 (Ordonnance)                        | 23 septembre 1825 (Ordonnance)             |
| Carlux                                  | Limejouls | fusion | 23 septembre 1825 (Ordonnance)                        | 23 septembre 1825 (Ordonnance)             |
| Coux-et-Bigaroque                       | Le Coux | fusion | 23 septembre 1825 (Ordonnance)                        | 23 septembre 1825 (Ordonnance)             |
| Coux-et-Bigaroque                       | Bigaroque | fusion | 23 septembre 1825 (Ordonnance)                        | 23 septembre 1825 (Ordonnance)             |
| Saint-André-d'Allas                     | Saint-André-d'Allas | fusion | 8 juin 1825 (Ordonnance)                              | 8 juin 1825 (Ordonnance)                   |
| Saint-André-d'Allas                     | Allas-l'Évêque | fusion | 8 juin 1825 (Ordonnance)                              | 8 juin 1825 (Ordonnance)                   |
| Saint-Michel-l'Écluse-et-Léparon        | Saint-Michel-l'Écluse | fusion | 12 janvier 1825 (Ordonnance)                          | 12 janvier 1825 (Ordonnance)               |
| Saint-Michel-l'Écluse-et-Léparon        | Léparon | fusion | 12 janvier 1825 (Ordonnance)                          | 12 janvier 1825 (Ordonnance)               |
| Le Breuilh                              | Le Breuilh | fusion | 20 octobre 1824 (Ordonnance)                          | 20 octobre 1824 (Ordonnance)               |
| Le Breuilh                              | Saint-Aulaye | fusion | 20 octobre 1824 (Ordonnance)                          | 20 octobre 1824 (Ordonnance)               |
| Ménestérol-Montignac                    | Ménestérol | fusion | 20 août 1824 (Ordonnance)                             | 20 août 1824 (Ordonnance)                  |
| Ménestérol-Montignac                    | Montignac (canton de Montpon)                                                                                               | fusion | 20 août 1824 (Ordonnance)                             | 20 août 1824 (Ordonnance)                  |
| Bertric-Burée                           | Bertric | fusion | 9 juin 1824 (Ordonnance)                              | 9 juin 1824 (Ordonnance)                   |
| Bertric-Burée                           | Burée | fusion | 9 juin 1824 (Ordonnance)                              | 9 juin 1824 (Ordonnance)                   |
| Vergt                                   | Saint-Jean-de-Vergt | fusion | 9 juin 1824 (Ordonnance)                              | 9 juin 1824 (Ordonnance)                   |
| Vergt                                   | Sainte-Marie-de-Vergt | fusion | 9 juin 1824 (Ordonnance)                              | 9 juin 1824 (Ordonnance)                   |
| Coulounieix                             | Coulounieix | fusion | 11 février 1824 (Ordonnance)                          | 11 février 1824 (Ordonnance)               |
| Coulounieix                             | La Cité | fusion | 11 février 1824 (Ordonnance)                          | 11 février 1824 (Ordonnance)               |
| Hautefort                               | Saint-Aignan-d'Hautefort | fusion | 11 février 1824 (Ordonnance)                          | 11 février 1824 (Ordonnance)               |
| Hautefort                               | La Nouaillette | fusion | 11 février 1824 (Ordonnance)                          | 11 février 1824 (Ordonnance)               |
| Sainte-Eulalie-d'Ans                    | Sainte-Eulalie-d'Ans | fusion | 7 janvier 1824 (Ordonnance)                           | 7 janvier 1824 (Ordonnance)                |
| Sainte-Eulalie-d'Ans                    | Saint-Pardoux-d'Ans (En 1875, Saint-Pardoux-d'Ans sera détaché de Sainte-Eulalie-d'Ans et rattachée à Saint-Pantaly-d'Ans.) | fusion | 7 janvier 1824 (Ordonnance)                           | 7 janvier 1824 (Ordonnance)                |
| Antonne-et-Trigonant                    | Antonne | fusion | 26 novembre 1823 (Ordonnance)                         | 26 novembre 1823 (Ordonnance)              |
| Antonne-et-Trigonant                    | Trigonant | fusion | 26 novembre 1823 (Ordonnance)                         | 26 novembre 1823 (Ordonnance)              |
| Excideuil                               | Excideuil | fusion | 26 novembre 1823 (Ordonnance)                         | 26 novembre 1823 (Ordonnance)              |
| Excideuil                               | Saint-Martin-la-Roche | fusion | 26 novembre 1823 (Ordonnance)                         | 26 novembre 1823 (Ordonnance)              |
| Notre-Dame-de-Sanilhac                  | Notre-Dame-de-Sanilhac | fusion | 12 novembre 1823 (Ordonnance)                         | 12 novembre 1823 (Ordonnance)              |
| Notre-Dame-de-Sanilhac                  | Saint-Pierre-ès-Liens | fusion | 12 novembre 1823 (Ordonnance)                         | 12 novembre 1823 (Ordonnance)              |
| Javerlhac-et-la-Chapelle-Saint-Robert   | Javerlhac | fusion | 12 novembre 1823 (Ordonnance)                         | 12 novembre 1823 (Ordonnance)              |
| Javerlhac-et-la-Chapelle-Saint-Robert   | La Chapelle-Saint-Robert | fusion | 12 novembre 1823 (Ordonnance)                         | 12 novembre 1823 (Ordonnance)              |
| Creyssensac-et-Pissot                   | Creyssensac | fusion | 20 avril 1820 (Ordonnance)                            | 20 avril 1820 (Ordonnance)                 |
| Creyssensac-et-Pissot                   | Pissot | fusion | 20 avril 1820 (Ordonnance)                            | 20 avril 1820 (Ordonnance)                 |
| Comberanche-et-Épeluche                 | Comberanche | fusion | 19 avril 1820 (Ordonnance)                            | 19 avril 1820 (Ordonnance)                 |
| Comberanche-et-Épeluche                 | Épeluche | fusion | 19 avril 1820 (Ordonnance)                            | 19 avril 1820 (Ordonnance)                 |
| Périgueux                               | Périgueux | fusion | 12 janvier 1813 (Décret)                              | 12 janvier 1813 (Décret)                   |
| Périgueux                               | Saint-Martin | fusion | 12 janvier 1813 (Décret)                              | 12 janvier 1813 (Décret)                   |
| Chancelade                              | Chancelade | fusion | 18 juin 1809 (Décret)                                 | 18 juin 1809 (Décret)                      |
| Chancelade                              | Merlande-et-Andrivaux (la partie Andrivaux)                                                                                 | fusion | 18 juin 1809 (Décret)                                 | 18 juin 1809 (Décret)                      |
| La Chapelle-Gonaguet                    | La Chapelle-Gonaguet | fusion | 18 juin 1809 (Décret)                                 | 18 juin 1809 (Décret)                      |
| La Chapelle-Gonaguet                    | Merlande-et-Andrivaux (la partie Merlande)                                                                                  | fusion | 18 juin 1809 (Décret)                                 | 18 juin 1809 (Décret)                      |
| Boulouneix                              | Boulouneix | fusion | 3 juillet 1806 (Décret)                               | 3 juillet 1806 (Décret)                    |
| Boulouneix                              | Beylague | fusion | 3 juillet 1806 (Décret)                               | 3 juillet 1806 (Décret)                    |
| Reilhac-et-Champniers                   | Reilhac | fusion | 23 décembre 1805 (Décret) (2 nivôse an 14)            | 23 décembre 1805 (Décret) (2 nivôse an 14) |
| Reilhac-et-Champniers                   | Champniers | fusion | 23 décembre 1805 (Décret) (2 nivôse an 14)            | 23 décembre 1805 (Décret) (2 nivôse an 14) |
| Brantôme                                | Brantôme | fusion | 1795-1800                                             | 1795-1800                                  |
| Brantôme                                | Saint-Laurent-de-Gogabaud (En 1859, Saint-Laurent-de-Gogabaud sera détaché de Brantôme et rattaché à Condat)                | fusion | 1795-1800                                             | 1795-1800                                  |
| Brantôme                                | Saint-Pardoux-de-Feix | fusion | 1795-1800                                             | 1795-1800                                  |
| Le Petit-Saint-Agulin                   | Le Petit-Saint-Agulin | fusion | 1795-1800                                             | 1795-1800                                  |
| Le Petit-Saint-Agulin                   | Saint-Michel-de-Rivière (commune rétablie en 1888)                                                                          | fusion | 1795-1800                                             | 1795-1800                                  |
| Saint-Cyprien                           | Saint-Cyprien | fusion | 1795-1800                                             | 1795-1800                                  |
| Saint-Cyprien                           | Lussac | fusion | 1795-1800                                             | 1795-1800                                  |
| Abjat                                   | Abjat | fusion | 1790- 1794                                            | 1790- 1794                                 |
| Abjat                                   | Laborie-Loubeyrat | fusion | 1790- 1794                                            | 1790- 1794                                 |
| Ajat                                    | Ajat | fusion | 1790-1794                                             | 1790-1794                                  |
| Ajat                                    | Beauzens | fusion | 1790-1794                                             | 1790-1794                                  |
| Annesse-et-Beaulieu                     | Annesse | fusion | 1790-1794                                             | 1790-1794                                  |
| Annesse-et-Beaulieu                     | Beaulieu | fusion | 1790-1794                                             | 1790-1794                                  |
| Beaumont                                | Beaumont | fusion | 1790-1794                                             | 1790-1794                                  |
| Beaumont                                | Bannes | fusion | 1790-1794                                             | 1790-1794                                  |
| Beaumont                                | Saint-Martin-de-Montcany | fusion | 1790-1794                                             | 1790-1794                                  |
| Beauregard-de-Terrasson                 | Beauregard-de-Terrasson | fusion | 1790-1794                                             | 1790-1794                                  |
| Beauregard-de-Terrasson                 | Bersac (commune rétablie en 1906)                                                                                           | fusion | 1790-1794                                             | 1790-1794                                  |
| Beauregard-et-Bassac                    | Beauregard | fusion | 1790-1794                                             | 1790-1794                                  |
| Beauregard-et-Bassac                    | Bassac | fusion | 1790-1794                                             | 1790-1794                                  |
| Beauronne                               | Beauronne | fusion | 1790-1794                                             | 1790-1794                                  |
| Beauronne                               | Faye-près-Beauronne | fusion | 1790-1794                                             | 1790-1794                                  |
| Bergerac                                | Bergerac | fusion | 1790-1794                                             | 1790-1794                                  |
| Bergerac                                | La Conne | fusion | 1790-1794                                             | 1790-1794                                  |
| Bergerac                                | La Madeleine | fusion | 1790-1794                                             | 1790-1794                                  |
| Bergerac                                | Saint-Christophe-de-Monbazillac                                                                                             | fusion | 1790-1794                                             | 1790-1794                                  |
| Bergerac                                | Sainte-Foy-des-Vignes | fusion | 1790-1794                                             | 1790-1794                                  |
| Boisse                                  | Boisse | fusion | 1790-1794                                             | 1790-1794                                  |
| Boisse                                  | Le Petit-Boisse | fusion | 1790-1794                                             | 1790-1794                                  |
| Boisse                                  | Saint-Armand-de-Boisse | fusion | 1790-1794                                             | 1790-1794                                  |
| Cadouin                                 | Cadouin | fusion | 1790-1794                                             | 1790-1794                                  |
| Cadouin                                 | Sales-de-Cadouin | fusion | 1790-1794                                             | 1790-1794                                  |
| Cadouin                                 | La Salvetat | fusion | 1790-1794                                             | 1790-1794                                  |
| Clermont-de-Beauregard                  | Clermont-de-Beauregard | fusion | 1790-1794                                             | 1790-1794                                  |
| Clermont-de-Beauregard                  | Saint-Florent | fusion | 1790-1794                                             | 1790-1794                                  |
| Cubjac                                  | Cubjac | fusion | 1790-1794                                             | 1790-1794                                  |
| Cubjac                                  | Monbayol | fusion | 1790-1794                                             | 1790-1794                                  |
| Cumond                                  | Cumond | fusion, | 1790-1794                                             | 1790-1794                                  |
| Cumond                                  | Mirand | fusion, | 1790-1794                                             | 1790-1794                                  |
| Domme                                   | Domme | fusion | 1790-1794                                             | 1790-1794                                  |
| Domme                                   | Caudon | fusion | 1790-1794                                             | 1790-1794                                  |
| Domme                                   | Turnac | fusion | 1790-1794                                             | 1790-1794                                  |
| Douville                                | Douville | fusion | 1790-1794                                             | 1790-1794                                  |
| Douville                                | Le Pont-Saint-Mamet | fusion | 1790-1794                                             | 1790-1794                                  |
| Douville                                | La Sauvetat-Grasset | fusion | 1790-1794                                             | 1790-1794                                  |
| Jumilhac-le-Grand                       | Jumilhac-le-Grand | fusion | 1790-1794                                             | 1790-1794                                  |
| Jumilhac-le-Grand                       | Chalusset | fusion | 1790-1794                                             | 1790-1794                                  |
| Labouquerie                             | Labouquerie | fusion | 1790-1794                                             | 1790-1794                                  |
| Labouquerie                             | Saint-Cernin-des-Fossés | fusion | 1790-1794                                             | 1790-1794                                  |
| Lalinde                                 | Lalinde | fusion | 1790-1794                                             | 1790-1794                                  |
| Lalinde                                 | Drayaux | fusion | 1790-1794                                             | 1790-1794                                  |
| Lalinde                                 | Sainte-Colombe | fusion | 1790-1794                                             | 1790-1794                                  |
| Lamonzie-Montastruc                     | Lamonzie-Montastruc | fusion | 1790-1794                                             | 1790-1794                                  |
| Lamonzie-Montastruc                     | Le Quartier-de-Villebois | fusion | 1790-1794                                             | 1790-1794                                  |
| Lamonzie-Saint-Martin                   | Lamonzie | fusion | 1790-1794                                             | 1790-1794                                  |
| Lamonzie-Saint-Martin                   | Le Monteil | fusion | 1790-1794                                             | 1790-1794                                  |
| Lamonzie-Saint-Martin                   | Saint-Martin-de-Gardonne | fusion | 1790-1794                                             | 1790-1794                                  |
| Mauzac-et-Saint-Meyme-de-Rozens         | Mauzac | fusion | 1790-1794                                             | 1790-1794                                  |
| Mauzac-et-Saint-Meyme-de-Rozens         | Saint-Meyme-de-Rozens | fusion | 1790-1794                                             | 1790-1794                                  |
| Mauzens-et-Miremont                     | Mauzens | fusion | 1790-1794                                             | 1790-1794                                  |
| Mauzens-et-Miremont                     | La Chapelle-Saint-Reynal | fusion | 1790-1794                                             | 1790-1794                                  |
| Mauzens-et-Miremont                     | Miremont | fusion | 1790-1794                                             | 1790-1794                                  |
| Mensignac                               | Mensignac | fusion | 1790-1794                                             | 1790-1794                                  |
| Mensignac                               | Chantegéline | fusion | 1790-1794                                             | 1790-1794                                  |
| Merlande-et-Andrivaux                   | Merlande | fusion | 1790-1794                                             | 1790-1794                                  |
| Merlande-et-Andrivaux                   | Andrivaux | fusion | 1790-1794                                             | 1790-1794                                  |
| Monestier                               | Monestier | fusion | 1790-1794                                             | 1790-1794                                  |
| Monestier                               | La Bastide | fusion | 1790-1794                                             | 1790-1794                                  |
| Monestier                               | Couture | fusion | 1790-1794                                             | 1790-1794                                  |
| Monestier                               | Sainte-Croix-de-Monestier                                                                                                   | fusion | 1790-1794                                             | 1790-1794                                  |
| Montagnac-la-Crempse                    | Montagnac-la-Crempse | fusion | 1790-1794                                             | 1790-1794                                  |
| Montagnac-la-Crempse                    | Campagnac | fusion | 1790-1794                                             | 1790-1794                                  |
| Montcaret                               | Montcaret | fusion | 1790- 1794                                            | 1790- 1794                                 |
| Montcaret                               | Montravel | fusion | 1790- 1794                                            | 1790- 1794                                 |
| Montignac                               | Montignac (canton de Montignac)                                                                                             | fusion | 1790-1794                                             | 1790-1794                                  |
| Montignac                               | Brénac | fusion | 1790-1794                                             | 1790-1794                                  |
| Montignac                               | Saint-Pierre-de-Montignac                                                                                                   | fusion | 1790-1794                                             | 1790-1794                                  |
| Montpeyroux                             | Montpeyroux | fusion | 1790-1794                                             | 1790-1794                                  |
| Montpeyroux                             | Saint-Cloud | fusion | 1790-1794                                             | 1790-1794                                  |
| Mouleydier                              | Mouleydier | fusion | 1790-1794                                             | 1790-1794                                  |
| Mouleydier                              | Saint-Cybard | fusion | 1790-1794                                             | 1790-1794                                  |
| Nojals                                  | Nojals | fusion | 1790-1794                                             | 1790-1794                                  |
| Nojals                                  | Gleyze-d'Als | fusion | 1790-1794                                             | 1790-1794                                  |
| Peyzac-de-Montignac                     | Peyzac | fusion | 1790-1794                                             | 1790-1794                                  |
| Peyzac-de-Montignac                     | Le Moustier | fusion | 1790-1794                                             | 1790-1794                                  |
| Peyzac-de-Montignac                     | La Roque-Saint-Christophe                                                                                                   | fusion | 1790-1794                                             | 1790-1794                                  |
| Pomport                                 | Pomport | fusion | 1790-1794                                             | 1790-1794                                  |
| Pomport                                 | Saint-Mayme | fusion | 1790-1794                                             | 1790-1794                                  |
| Ribérac                                 | Ribérac | fusion | 1790-1794                                             | 1790-1794                                  |
| Ribérac                                 | Faye | fusion | 1790-1794                                             | 1790-1794                                  |
| Ribérac                                 | Saint-Martial-de-Dronne | fusion | 1790-1794                                             | 1790-1794                                  |
| Saint-Aubin-de-Cadelech                 | Saint-Aubin-de-Cahuzac | fusion | 1790-1794                                             | 1790-1794                                  |
| Saint-Aubin-de-Cadelech                 | Cadelech | fusion | 1790-1794                                             | 1790-1794                                  |
| Saint-Cernin-de-Labarde                 | Saint-Cernin-de-Labarde | fusion | 1790-1794                                             | 1790-1794                                  |
| Saint-Cernin-de-Labarde                 | Sainte-Luce | fusion | 1790-1794                                             | 1790-1794                                  |
| Saint-Geniès                            | Saint-Geniès | fusion | 1790-1794                                             | 1790-1794                                  |
| Saint-Geniès                            | Pelvézy | fusion | 1790-1794                                             | 1790-1794                                  |
| Saint-Geniès                            | Le Rauzel | fusion | 1790-1794                                             | 1790-1794                                  |
| Saint-Laurent-des-Hommes                | Saint-Laurent-de-Pradoux | fusion | 1790-1794                                             | 1790-1794                                  |
| Saint-Laurent-des-Hommes                | Les Hommes | fusion | 1790-1794                                             | 1790-1794                                  |
| Saint-Laurent-des-Vignes                | Saint-Laurent-des-Vignes | fusion | 1790-1794                                             | 1790-1794                                  |
| Saint-Laurent-des-Vignes                | Saint-Cernin-de-Gabanelle                                                                                                   | fusion | 1790-1794                                             | 1790-1794                                  |
| Saint-Léon                              | Saint-Léon | fusion | 1790-1794                                             | 1790-1794                                  |
| Saint-Léon                              | Chabans | fusion | 1790-1794                                             | 1790-1794                                  |
| Saint-Médard-d'Excideuil                | Saint-Médard-d'Excideuil | fusion | 1790-1794                                             | 1790-1794                                  |
| Saint-Médard-d'Excideuil                | Gandumas | fusion | 1790-1794                                             | 1790-1794                                  |
| Saint-Michel-et-Bonnefare               | Saint-Michel-de-Montaigne                                                                                                   | fusion | 1790-1794                                             | 1790-1794                                  |
| Saint-Michel-et-Bonnefare               | Bonnefare | fusion | 1790-1794                                             | 1790-1794                                  |
| Saint-Michel-l'Écluse                   | Saint-Michel-l'Écluse | fusion | 1790-1794                                             | 1790-1794                                  |
| Saint-Michel-l'Écluse                   | Le Bost | fusion | 1790-1794                                             | 1790-1794                                  |
| Saint-Pardoux-et-Vielvic                | Saint-Pardoux | fusion | 1790-1794                                             | 1790-1794                                  |
| Saint-Pardoux-et-Vielvic                | Vielvic | fusion | 1790-1794                                             | 1790-1794                                  |
| Saint-Vincent-Jalmoutiers               | Saint-Vincent-d'Aubeterre                                                                                                   | fusion | 1790-1794                                             | 1790-1794                                  |
| Saint-Vincent-Jalmoutiers               | Jalmoutiers | fusion | 1790-1794                                             | 1790-1794                                  |
| Sainte-Sabine                           | Sainte-Sabine | fusion | 1790-1794                                             | 1790-1794                                  |
| Sainte-Sabine                           | Le Bel | fusion | 1790-1794                                             | 1790-1794                                  |
| Salon                                   | Salon | fusion | 1790-1794                                             | 1790-1794                                  |
| Salon                                   | Châteaumissier | fusion | 1790-1794                                             | 1790-1794                                  |
| Sarlat                                  | Sarlat | fusion | 1790-1794                                             | 1790-1794                                  |
| Sarlat                                  | Campagnac-l'Église | fusion | 1790-1794                                             | 1790-1794                                  |
| Sarlat                                  | Temniac | fusion | 1790-1794                                             | 1790-1794                                  |
| Saussignac                              | Saussignac | fusion | 1790-1794                                             | 1790-1794                                  |
| Saussignac                              | Razac-de-Saussignac (commune rétablie en 1836)                                                                              | fusion | 1790-1794                                             | 1790-1794                                  |
| Savignac-les-Églises                    | Savignac-les-Églises | fusion | 1790-1794                                             | 1790-1794                                  |
| Savignac-les-Églises                    | Saint-Privat-d'Excideuil | fusion | 1790-1794                                             | 1790-1794                                  |
| Serres-et-Montguyard                    | Serres | fusion | 1790-1794                                             | 1790-1794                                  |
| Serres-et-Montguyard                    | Montguyard | fusion | 1790-1794                                             | 1790-1794                                  |
| Temple-Laguyon                          | Temple-Laguyon | fusion | 1790-1794                                             | 1790-1794                                  |
| Temple-Laguyon                          | Le Temple-de-l'Eau | fusion | 1790-1794                                             | 1790-1794                                  |

## Créations et rétablissements
| Nom de la commune créée  | Commune affectée                        | Mode de création                             | Date (et nature) de la décision                    | Date d'effet                    |
| ------------------------ | --------------------------------------- | -------------------------------------------- | -------------------------------------------------- | ------------------------------- |
| Urval                    | Le Buisson-de-Cadouin                   | Démembrement (rétablissement)                | 7 février 1989 (Arrêté)                            | 15 février 1989                 |
| Saint-Aubin-de-Nabirat   | Saint-Martial-et-Saint-Aubin-de-Nabirat | Démembrement et suppression (rétablissement) | 28 octobre 1983 (Arrêté) 16 novembre 1983 (Arrêté) | 1er janvier 1984                |
| Saint-Martial-de-Nabirat | Saint-Martial-et-Saint-Aubin-de-Nabirat | Démembrement et suppression (rétablissement) | 28 octobre 1983 (Arrêté) 16 novembre 1983 (Arrêté) | 1er janvier 1984                |
| Moulin-Neuf              | Minzac                                  | Démembrement                                 | 22 juin 1906 (Loi)                                 | 22 juin 1906 (Loi)              |
| Bersac                   | Beauregard-de-Terrasson                 | Démembrement (rétablissement)                | 2 avril 1906 (Loi)                                 | 2 avril 1906 (Loi)              |
| Saint-Michel-de-Rivière  | La Roche-Chalais                        | Démembrement (rétablissement)                | 6 décembre 1888 (Loi)                              | 6 décembre 1888 (Loi)           |
| Chapdeuil                | Chapdeuil-Saint-Just                    | Démembrement et suppression (rétablissement) | 24 février 1887 (Loi)                              | 24 février 1887 (Loi)           |
| Saint-Just               | Chapdeuil-Saint-Just                    | Démembrement et suppression (rétablissement) | 24 février 1887 (Loi)                              | 24 février 1887 (Loi)           |
| La Chapelle-Montabourlet | Cercles                                 | Démembrement (rétablissement)                | 25 septembre 1877 (Décret)                         | 25 septembre 1877 (Décret)      |
| Saint-Martin-de-Ribérac  | Ribérac                                 | Démembrement                                 | 7 avril 1851 (Loi)                                 | 7 avril 1851 (Loi)              |
| La Chapelle-Grésignac    | Cherval                                 | Démembrement (rétablissement)                | 16 août 1841 (Ordonnance)                          | 16 août 1841 (Ordonnance)       |
| Vergt-de-Biron,          | Biron                                   | Démembrement (rétablissement)                | 7 septembre 1840 (Ordonnance) ,                    | 7 septembre 1840 (Ordonnance) , |
| Razac-de-Saussignac      | Saussignac                              | Démembrement                                 | 6 mai 1836 (Ordonnance)                            | 6 mai 1836 (Ordonnance)         |
| Sadillac                 | Sadillac et Gleyrac,.                   | Démembrement et suppression                  | Entre 1790 et 1800                                 | Entre 1790 et 1800              |
| Singleyrac               | Sadillac et Gleyrac,.                   | Démembrement et suppression                  | Entre 1790 et 1800                                 | Entre 1790 et 1800              |

## Modifications de nom officiel
| Ancien nom                  | Nouveau nom               | Date (et nature) de la décision                                            |
| --------------------------- | ------------------------- | -------------------------------------------------------------------------- |
| Faux                        | Faux-en-Périgord          | 8 août 2024 (Décret)                                                       |
| Saint-Pompont               | Saint-Pompon              | 22 décembre 2023 (Décret)                                                  |
| Montignac                   | Montignac-Lascaux         | 26 février 2020 (Décret)                                                   |
| Saint-Maime-de-Péreyrol     | Saint-Mayme-de-Péreyrol   | 26 février 2020 (Décret)                                                   |
| Chaleix                     | Chalais                   | 22 juin 2009 (Décret)                                                      |
| Bassilac                    | Bassillac                 | 10 avril 2002 (Décret)                                                     |
| Beaumont                    | Beaumont-du-Périgord      | 1er février 2001 (Décret)                                                  |
| Salignac-Eyvignes           | Salignac-Eyvigues         | 1er janvier 2001 (Date d'effet) Rectification d'une erreur par l'INSEE     |
| Terrasson-la-Villedieu      | Terrasson-Lavilledieu     | 22 décembre 1997 (Décret)                                                  |
| Saint-Privat                | Saint-Privat-des-Prés     | 7 octobre 1993 (Décret)                                                    |
| Grun                        | Grun-Bordas               | 26 mars 1993 (Décret)                                                      |
| Saint-Martin-de-Gurçon      | Saint-Martin-de-Gurson    | 5 août 1992 (Décret)                                                       |
| Conne-de-la-Barde           | Conne-de-Labarde          | 30 avril 1985 (Décret)                                                     |
| Montplaisant                | Monplaisant               | 30 avril 1985 (Décret)                                                     |
| Saint-Aigne                 | Saint-Agne                | 30 avril 1985 (Décret)                                                     |
| Saint-Naixent               | Saint-Nexans              | 30 avril 1985 (Décret)                                                     |
| Saint-Alvère                | Sainte-Alvère             | 1er janvier 1975 (Date d'effet) Commission de révision du nom des communes |
| Abjat                       | Abjat-sur-Bandiat         | 26 décembre 1974 (Décret)                                                  |
| La Roche-de-Saint-Michel    | La Roche-Chalais          | 1er avril 1974 (Arrêté)                                                    |
| Calviac                     | Calviac-en-Périgord       | 9 mars 1973 (Décret)                                                       |
| Liorac                      | Liorac-sur-Louyre         | 23 novembre 1967 (Décret)                                                  |
| Marsac                      | Marsac-sur-l'Isle         | 19 août 1961 (Décret)                                                      |
| Payzac-de-Lanouaille        | Payzac                    | 19 août 1961 (Décret)                                                      |
| Carsac-de-Villefranche      | Carsac-de-Gurson          | 25 juillet 1961 (Décret)                                                   |
| Coulounieix                 | Coulounieix-Chamiers      | 17 décembre 1958 (Décret)                                                  |
| Laforce                     | La Force                  | 30 septembre 1958 (Décret)                                                 |
| Villefranche-de-Longchapt   | Villefranche-de-Lonchat   | 3 août 1953 (Décret)                                                       |
| Badefols-de-Cadouin         | Badefols-sur-Dordogne     | 1er juillet 1952 (Décret)                                                  |
| Ladosse                     | Rudeau-Ladosse            | 21 octobre 1950 (Décret)                                                   |
| Saint-Marcel                | Saint-Marcel-du-Périgord  | 26 février 1941 (Décret)                                                   |
| Saint-Michel-et-Bonnefare   | Saint-Michel-de-Montaigne | 19 décembre 1936 (Décret)                                                  |
| Alles                       | Alles-sur-Dordogne        | 26 avril 1933 (Décret)                                                     |
| Peyzac-de-Montignac         | Peyzac-le-Moustier        | 22 novembre 1925 (Décret)                                                  |
| Montpon                     | Montpon-sur-l'Isle        | 10 juillet 1925 (Décret) D                                                 |
| Auriac-de-Montignac         | Auriac-du-Périgord        | 28 février 1925 (Décret)                                                   |
| Cumond                      | Saint-Antoine-Cumond      | 7 avril 1924 (Décret)                                                      |
| Siorac-et-Fongauffier       | Siorac-en-Périgord        | 22 novembre 1923 (Décret)                                                  |
| Bersac                      | Le Lardin                 | 2 février 1922 (Décret)                                                    |
| Boulouneix                  | La Gonterie-Boulouneix    | 6 juillet 1912 (Décret)                                                    |
| Saint-Front-de-Champniers   | Saint-Front-sur-Nizonne   | 6 juillet 1912 (Décret)                                                    |
| Manzac                      | Manzac-sur-Vern           | 27 novembre 1911 (Décret)                                                  |
| Allas-de-Berbiguières       | Allas-les-Mines           | 3 janvier 1910 (Décret)                                                    |
| Sarliac                     | Sarliac-sur-l'Isle        | 30 octobre 1907 (Décret)                                                   |
| Condat                      | Condat-sur-Trincou        | 13 février 1906 (Décret) ,                                                 |
| Corgnac                     | Corgnac-sur-l'Isle        | 13 février 1906 (Décret) ,                                                 |
| Cumond                      | Saint-Antoine             | 13 février 1906 (Décret) ,                                                 |
| Tayac                       | Les Eyzies-de-Tayac       | 16 mars 1905 (Décret)                                                      |
| Saint-Laurent-de-Castelnaud | Saint-Laurent-la-Vallée   | 20 novembre 1903 (Décret)                                                  |
| Prats-d'Orliac              | Prats-du-Périgord         | 7 juin 1900 (Décret)                                                       |
| Saint-Vincent-d'Excideuil   | Saint-Vincent-sur-l'Isle  | 3 février 1897 (Décret)                                                    |
| Montferrand                 | Montferrand-du-Périgord   | 7 avril 1894 (Décret)                                                      |
| Cabans                      | Le Buisson                | 29 août 1893 (Décret)                                                      |
| Villefranche-de-Belvès      | Villefranche-du-Périgord  | 29 août 1893 (Décret)                                                      |
| Romain                      | Champs-Romain             | 5 octobre 1875 (Décret)                                                    |
| Saint-Angel                 | Sceau-et-Saint-Angel      | 1er décembre 1868 (Décret)                                                 |
| Beauronne-et-Faye           | Beauronne                 | 1862                                                                       |
| Pluviers                    | Piégut-Pluviers           | 4 janvier 1862 (Décret)                                                    |
| Sainte-Marie-de-Frugie      | La Coquille               | 26 janvier 1856 (Décret)                                                   |
| Reilhac-et-Champniers       | Champniers-et-Reilhac     | 6 février 1847 (Ordonnance)                                                |
| Preyssac-d'Agonnac          | Château-l'Évêque          | 25 décembre 1831 (Ordonnance)                                              |
| Le Breuilh                  | Saint-Antoine-de-Breuilh  | 26 avril 1831 (Ordonnance)                                                 |
| Saint-Martial               | Saint-Martial-de-Nabirat  | 1828                                                                       |
| Le Petit-Saint-Agulin       | La Roche-Chalais          | 1795                                                                       |
| Bruc de Grignol             | Grignol                   | avant 1795                                                                 |
| Beauronne                   | Chancelade                | 1793                                                                       |

## Modifications de limites communales
| La commune de...                               | ... cède du territoire à la commune de...      | Précisions                                                                                   | Date (et nature) de la décision          |
| ---------------------------------------------- | ---------------------------------------------- | -------------------------------------------------------------------------------------------- | ---------------------------------------- |
| Peyrillac-et-Millac                            | Cazoulès                                       | 28 habitants                                                                                 | 11 septembre 1985 (Arrêté)               |
| Port-Sainte-Foy-et-Ponchapt                    | Saint-Antoine-de-Breuilh                       | 22 habitants                                                                                 | 8 décembre 1961 (Arrêté)                 |
| Domme                                          | Carsac                                         | Parcelle des Brougnoux                                                                       | 26 mars 1890 (Loi)                       |
| Bosset                                         | Lunas                                          |                                                                                              | 10 janvier 1876 (Décret)                 |
| Sainte-Eulalie-d'Ans                           | Saint-Pantaly-d'Ans                            | Section de Saint-Pardoux                                                                     | 14 décembre 1875 (Loi)                   |
| Vezac                                          | La Roque-Gageac                                |                                                                                              | 7 avril 1874 (Décret)                    |
| Saint-Privat-des-Prés Saint-Vincent-Jalmoutier | Saint-Vincent-Jalmoutier Saint-Privat-des-Prés |                                                                                              | 15 mai 1873 (Décret)                     |
| Vieux-Mareuil                                  | Mareuil                                        | Section de Saint-Laurent                                                                     | 9 novembre 1867 (Décret)                 |
| Carsac                                         | La Canéda                                      | Territoires de Cambord et de Madrazès                                                        | 22 avril 1865 (Loi)                      |
| Lavilledieu                                    | Terrasson                                      | Section du Pas-Bruzat                                                                        | 30 janvier 1864 (Loi)                    |
| Saint-Médard                                   | Excideuil                                      |                                                                                              | 4 mars 1863 (Loi)                        |
| Clermont                                       | Excideuil                                      |                                                                                              | 4 mars 1863 (Loi)                        |
| Saint-Martial                                  | Excideuil                                      |                                                                                              | 4 mars 1863 (Loi)                        |
| Saint-Médard                                   | Mussidan                                       |                                                                                              | 30 avril 1860 (Loi)                      |
| Brantôme                                       | Condat                                         | Villages de Saint-Laurent-de-Gogabaud et les Castilliaires                                   | 9 mai 1859 (Loi)                         |
| Sourzac                                        | Bourgnac                                       |                                                                                              | 18 mai 1858 (Loi)                        |
| Saint-Martin                                   | Ribérac                                        |                                                                                              | 25 juin 1856 (Loi)                       |
| Calviat                                        | Aillac                                         |                                                                                              | 22 juillet 1847 (Loi)                    |
| Saint-Barthélemy                               | Eygurande-Gardedeuil                           | Section du Palem                                                                             | 5 juin 1846 (Loi)                        |
| Chalagnac                                      | Église-Neuve                                   |                                                                                              | 5 juin 1846 (Loi)                        |
| Échourgnac                                     | Saint-Vincent-Jalmoutier                       |                                                                                              | 19 juillet 1845 (Loi)                    |
| Minzac                                         | Montpeyroux                                    | Villages de Trompette, Belair, Maison-Neuve, Nicauland et Legendre                           | 19 mars 1841 (Loi)                       |
| Saint-Yrieix (département de Haute-Vienne)     | Grand-Jumilhac                                 | Villages de Champvieux et Theil-de-Virat                                                     | 26 mars 1829 (Loi)                       |
| Grand-Jumilhac                                 | Saint-Yrieix (département de Haute-Vienne)     | Villages de Laurière, le Breuil, Chambareille, Puyredon, Montluc, la Salesse, et la Brunerie | 26 mars 1829 (Loi)                       |
| La Brunie (Saint-Julien-de-Lampon)             | Masclas (département du Lot)                   |                                                                                              | 25 avril 1805 (Décret) (5 floréal an 13) |
| Masclas (département du Lot)                   | La Brunie (Saint-Julien-de-Lampon)             |                                                                                              | 25 avril 1805 (Décret) (5 floréal an 13) |

## Communes associées
Liste des communes ayant, ou ayant eu (en italique), à la suite d'une fusion, le statut de commune associée.
| Nom de la commune                | Code INSEE | Fusion-association                                | Fusion-association | Fusion-association              | Fusion-association                       | D - Défusion ou F - transformation de l'association en fusion simple | D - Défusion ou F - transformation de l'association en fusion simple | D - Défusion ou F - transformation de l'association en fusion simple | D - Défusion ou F - transformation de l'association en fusion simple               |
| Nom de la commune                | Code INSEE | date de la décision                               | date d'effet       | commune absorbante              | nom de la commune résultant de la fusion | D/F                                                                  | date de la décision                                                  | date d'effet                                                         | commentaire                                                                        |
| -------------------------------- | ---------- | ------------------------------------------------- | ------------------ | ------------------------------- | ---------------------------------------- | -------------------------------------------------------------------- | -------------------------------------------------------------------- | -------------------------------------------------------------------- | ---------------------------------------------------------------------------------- |
| Fongalop                         | 24185      | Arrêté préfectoral du 18 décembre 1972            | 1er janvier 1973   | Belvès                          | Belvès                                   | F                                                                    |                                                                      | 1er janvier 2016                                                     | Création de la commune nouvelle de Pays de Belvès                                  |
| Cadouin                          | 24072      | Arrêté préfectoral du 28 octobre 1973             | 1er janvier 1974   | Le Buisson-Cussac               | Le Buisson-de-Cadouin                    |                                                                      |                                                                      |                                                                      |                                                                                    |
| Paleyrac                         | 24315      | Arrêté préfectoral du 28 octobre 1973             | 1er janvier 1974   | Le Buisson-Cussac               | Le Buisson-de-Cadouin                    |                                                                      |                                                                      |                                                                      |                                                                                    |
| Urval                            | 24560      | Arrêté préfectoral du 28 octobre 1973             | 1er janvier 1974   | Le Buisson-Cussac               | Le Buisson-de-Cadouin                    | D                                                                    | Arrêté préfectoral du 7 février 1989                                 | 15 février 1989                                                      |                                                                                    |
| La Chapelle-Péchaud              | 24112      | Arrêté préfectoral du 11 décembre 1972            | 1er janvier 1973   | Castelnaud-Fayrac               | Castelnaud-la-Chapelle                   |                                                                      |                                                                      |                                                                      |                                                                                    |
| Falgueyrat                       | 24173      | Arrêté préfectoral du 1er décembre 1972           | 1er janvier 1973   | Eyrenville                      | Plaisance                                | F                                                                    | Arrêté préfectoral no 100316 du 24 février 2010                      | 1er janvier 2011                                                     |                                                                                    |
| Mandacou                         | 24250      | Arrêté préfectoral du 1er décembre 1972           | 1er janvier 1973   | Eyrenville                      | Plaisance                                | F                                                                    | Arrêté préfectoral no 100316 du 24 février 2010                      | 1er janvier 2011                                                     |                                                                                    |
| Sireuil                          | 24539      | Arrêté préfectoral du 28 décembre 1972            | 1er janvier 1973   | Les Eyzies-de-Tayac             | Les Eyzies-de-Tayac-Sireuil              | F                                                                    |                                                                      | 1er janvier 2019                                                     | Création de la commune nouvelle des Eyzies                                         |
| Grand-Castang                    | 24201      | Arrêté préfectoral du 18 décembre 1972            | 1er janvier 1973   | Mauzac-et-Saint-Meyme-de-Rozens | Mauzac-et-Grand-Castang                  |                                                                      |                                                                      |                                                                      |                                                                                    |
| Saint-Michel-de-Rivière          | 24467      | Arrêté préfectoral du 11 décembre 1972            | 1er janvier 1973   | La Roche-Chalais                | La Roche-de-Saint-Michel                 |                                                                      |                                                                      |                                                                      |                                                                                    |
| Saint-Michel-l'Écluse-et-Léparon | 24469      | Arrêté préfectoral du 11 décembre 1972            | 1er janvier 1973   | La Roche-Chalais                | La Roche-de-Saint-Michel                 |                                                                      |                                                                      |                                                                      |                                                                                    |
| Saint-Cernin-de-Reillac          | 24387      | Arrêté préfectoral du 28 décembre 1972            | 1er janvier 1973   | Rouffignac                      | Rouffignac-Saint-Cernin-de-Reilhac       |                                                                      |                                                                      |                                                                      |                                                                                    |
| Saint-Aubin-de-Nabirat           | 24375      | Arrêté préfectoral du 28 décembre 1972            | 1er janvier 1973   | Saint-Martial-de-Nabirat        | Saint-Martial-et-Saint-Aubin-de-Nabirat  | D                                                                    | Arrêté préfectoral du 28 octobre 1983                                | 1er janvier 1984                                                     | Saint-Martial-et-Saint-Aubin-de-Nabirat reprend le nom de Saint-Martial-de-Nabirat |
| Born-de-Champs                   | 24049      | Arrêté préfectoral du 28 décembre 1973            | 1er janvier 1974   | Sainte-Sabine                   | Sainte-Sabine-Born                       | F                                                                    |                                                                      | 1er janvier 2016                                                     | Création de la commune nouvelle de Beaumontois en Périgord                         |
| Monbos                           | 24275      | Arrêté préfectoral no 100316 du 1er décembre 1972 | 1er janvier 1973   | Thénac                          | Thénac                                   | F                                                                    | Arrêté préfectoral du 17 janvier 2010                                | 1er janvier 2011                                                     |                                                                                    |
| Puyguilhem                       | 24342      | Arrêté préfectoral no 100316 du 1er décembre 1972 | 1er janvier 1973   | Thénac                          | Thénac                                   | F                                                                    | Arrêté préfectoral du 17 janvier 2010                                | 1er janvier 2011                                                     |                                                                                    |

## Communes déléguées
Liste des communes ayant, ou ayant eu (en italique), à la suite de la création d'une commune nouvelle, le statut de commune déléguée.
| Nom de la commune                | Code INSEE | Création de commune nouvelle                                           | Création de commune nouvelle | Création de commune nouvelle   | D - Défusion ou F - transformation de la délégation en fusion simple | D - Défusion ou F - transformation de la délégation en fusion simple | D - Défusion ou F - transformation de la délégation en fusion simple | D - Défusion ou F - transformation de la délégation en fusion simple |
| Nom de la commune                | Code INSEE | date de la décision                                                    | date d'effet                 | nom de la commune nouvelle     | D/F                                                                  | date de la décision                                                  | date d'effet                                                         | commentaire                                                          |
| -------------------------------- | ---------- | ---------------------------------------------------------------------- | ---------------------------- | ------------------------------ | -------------------------------------------------------------------- | -------------------------------------------------------------------- | -------------------------------------------------------------------- | -------------------------------------------------------------------- |
| Bassillac                        | 24026      | Arrêté préfectoral du 29 juin 2016                                     | 1er janvier 2017             | Bassillac et Auberoche         |                                                                      |                                                                      |                                                                      |                                                                      |
| Blis-et-Born                     | 24044      | Arrêté préfectoral du 29 juin 2016                                     | 1er janvier 2017             | Bassillac et Auberoche         |                                                                      |                                                                      |                                                                      |                                                                      |
| Le Change                        | 24103      | Arrêté préfectoral du 29 juin 2016                                     | 1er janvier 2017             | Bassillac et Auberoche         |                                                                      |                                                                      |                                                                      |                                                                      |
| Eyliac                           | 24166      | Arrêté préfectoral du 29 juin 2016                                     | 1er janvier 2017             | Bassillac et Auberoche         |                                                                      |                                                                      |                                                                      |                                                                      |
| Milhac-d'Auberoche               | 24270      | Arrêté préfectoral du 29 juin 2016                                     | 1er janvier 2017             | Bassillac et Auberoche         |                                                                      |                                                                      |                                                                      |                                                                      |
| Saint-Antoine-d'Auberoche        | 24369      | Arrêté préfectoral du 29 juin 2016                                     | 1er janvier 2017             | Bassillac et Auberoche         |                                                                      |                                                                      |                                                                      |                                                                      |
| Beaumont-du-Périgord             | 24028      | Arrêté préfectoral du 29 décembre 2015                                 | 1er janvier 2016             | Beaumontois en Périgord        |                                                                      |                                                                      |                                                                      |                                                                      |
| Labouquerie                      | 24219      | Arrêté préfectoral du 29 décembre 2015                                 | 1er janvier 2016             | Beaumontois en Périgord        |                                                                      |                                                                      |                                                                      |                                                                      |
| Nojals-et-Clotte                 | 24310      | Arrêté préfectoral du 29 décembre 2015                                 | 1er janvier 2016             | Beaumontois en Périgord        |                                                                      |                                                                      |                                                                      |                                                                      |
| Sainte-Sabine-Born               | 24497      | Arrêté préfectoral du 29 décembre 2015                                 | 1er janvier 2016             | Beaumontois en Périgord        |                                                                      |                                                                      |                                                                      |                                                                      |
| Atur                             | 24013      | Arrêté préfectoral du 26 septembre 2016                                | 1er janvier 2017             | Boulazac Isle Manoire          |                                                                      |                                                                      |                                                                      |                                                                      |
| Boulazac                         | 24053      | Arrêté préfectoral du 26 septembre 2016                                | 1er janvier 2017             | Boulazac Isle Manoire          |                                                                      |                                                                      |                                                                      |                                                                      |
| Saint-Laurent-sur-Manoire        | 24439      | Arrêté préfectoral du 26 septembre 2016                                | 1er janvier 2017             | Boulazac Isle Manoire          |                                                                      |                                                                      |                                                                      |                                                                      |
| Sainte-Marie-de-Chignac          | 24439      | Arrêté préfectoral du 26 septembre 2016                                | 1er janvier 2017             | Boulazac Isle Manoire          |                                                                      |                                                                      |                                                                      |                                                                      |
| Brantôme                         | 24064      | Arrêté préfectoral du 14 décembre 2015,                                | 1er janvier 2016             | Brantôme en Périgord           |                                                                      |                                                                      | 1er janvier 2019                                                     | Création de la commune nouvelle (élargie) de Brantôme en Périgord    |
| Saint-Julien-de-Bourdeilles      | 24430      | Arrêté préfectoral du 14 décembre 2015,                                | 1er janvier 2016             | Brantôme en Périgord           |                                                                      |                                                                      |                                                                      |                                                                      |
| Brantôme en Périgord             | 24064      | Arrêté préfectoral du 31 octobre 2018                                  | 1er janvier 2019             | Brantôme en Périgord           |                                                                      |                                                                      |                                                                      |                                                                      |
| Cantillac                        | 24079      | Arrêté préfectoral du 31 octobre 2018                                  | 1er janvier 2019             | Brantôme en Périgord           |                                                                      |                                                                      |                                                                      |                                                                      |
| Eyvirat                          | 24170      | Arrêté préfectoral du 31 octobre 2018                                  | 1er janvier 2019             | Brantôme en Périgord           |                                                                      |                                                                      |                                                                      |                                                                      |
| La Gonterie-Boulouneix           | 24197      | Arrêté préfectoral du 31 octobre 2018                                  | 1er janvier 2019             | Brantôme en Périgord           |                                                                      |                                                                      |                                                                      |                                                                      |
| Saint-Crépin-de-Richemont        | 24391      | Arrêté préfectoral du 31 octobre 2018                                  | 1er janvier 2019             | Brantôme en Périgord           |                                                                      |                                                                      |                                                                      |                                                                      |
| Sencenac-Puy-de-Fourches         | 24530      | Arrêté préfectoral du 31 octobre 2018                                  | 1er janvier 2019             | Brantôme en Périgord           |                                                                      |                                                                      |                                                                      |                                                                      |
| Valeuil                          | 24561      | Arrêté préfectoral du 31 octobre 2018                                  | 1er janvier 2019             | Brantôme en Périgord           |                                                                      |                                                                      |                                                                      |                                                                      |
| Bézenac                          | 24041      | Arrêté préfectoral du 29 juin 2016 modifié le 1er juillet 2016         | 1er janvier 2017             | Castels et Bézenac             | F                                                                    | Arrêté préfectoral du 31 décembre 2019                               | 1er janvier 2020                                                     |                                                                      |
| Castels                          | 24087      | Arrêté préfectoral du 29 juin 2016 modifié le 1er juillet 2016         | 1er janvier 2017             | Castels et Bézenac             | F                                                                    | Arrêté préfectoral du 31 décembre 2019                               | 1er janvier 2020                                                     |                                                                      |
| Coly                             | 24127      | Arrêté préfectoral du 21 septembre 2018                                | 1er janvier 2019             | Coly-Saint-Amand               |                                                                      |                                                                      |                                                                      |                                                                      |
| Saint-Amand-de-Coly              | 24364      | Arrêté préfectoral du 21 septembre 2018                                | 1er janvier 2019             | Coly-Saint-Amand               |                                                                      |                                                                      |                                                                      |                                                                      |
| Chavagnac                        | 24117      | Arrêté préfectoral du 29 juin 2016 modifié le 1er juillet 2016         | 1er janvier 2017             | Les Coteaux Périgourdins       |                                                                      |                                                                      |                                                                      |                                                                      |
| Grèzes                           | 24204      | Arrêté préfectoral du 29 juin 2016 modifié le 1er juillet 2016         | 1er janvier 2017             | Les Coteaux Périgourdins       |                                                                      |                                                                      |                                                                      |                                                                      |
| Coux-et-Bigaroque                | 24142      | Arrêté préfectoral du 21 décembre 2015                                 | 1er janvier 2016             | Coux et Bigaroque-Mouzens      | F                                                                    | Arrêté préfectoral du 31 décembre 2019                               | 1er janvier 2020                                                     |                                                                      |
| Mouzens                          | 24298      | Arrêté préfectoral du 21 décembre 2015                                 | 1er janvier 2016             | Coux et Bigaroque-Mouzens      | F                                                                    | Arrêté préfectoral du 31 décembre 2019                               | 1er janvier 2020                                                     |                                                                      |
| La Boissière-d'Ans               | 24047      | Arrêté préfectoral du 26 septembre 2016                                | 1er janvier 2017             | Cubjac-Auvézère-Val d'Ans      |                                                                      |                                                                      |                                                                      |                                                                      |
| Cubjac                           | 24147      | Arrêté préfectoral du 26 septembre 2016                                | 1er janvier 2017             | Cubjac-Auvézère-Val d'Ans      |                                                                      |                                                                      |                                                                      |                                                                      |
| Saint-Pantaly-d'Ans              | 24475      | Arrêté préfectoral du 26 septembre 2016                                | 1er janvier 2017             | Cubjac-Auvézère-Val d'Ans      |                                                                      |                                                                      |                                                                      |                                                                      |
| Laveyssière                      | 24233      | Arrêté préfectoral du 21 septembre 2018                                | 1er janvier 2019             | Eyraud-Crempse-Maurens         |                                                                      |                                                                      |                                                                      |                                                                      |
| Maurens                          | 24259      | Arrêté préfectoral du 21 septembre 2018                                | 1er janvier 2019             | Eyraud-Crempse-Maurens         |                                                                      |                                                                      |                                                                      |                                                                      |
| Saint-Jean-d'Eyraud              | 24427      | Arrêté préfectoral du 21 septembre 2018                                | 1er janvier 2019             | Eyraud-Crempse-Maurens         |                                                                      |                                                                      |                                                                      |                                                                      |
| Saint-Julien-de-Crempse          | 24431      | Arrêté préfectoral du 21 septembre 2018                                | 1er janvier 2019             | Eyraud-Crempse-Maurens         |                                                                      |                                                                      |                                                                      |                                                                      |
| Les Eyzies-de-Tayac-Sireuil      | 24172      | Arrêté préfectoral du 11 octobre 2018                                  | 1er janvier 2019             | Les Eyzies                     |                                                                      |                                                                      |                                                                      |                                                                      |
| Manaurie                         | 24249      | Arrêté préfectoral du 11 octobre 2018                                  | 1er janvier 2019             | Les Eyzies                     |                                                                      |                                                                      |                                                                      |                                                                      |
| Saint-Cirq                       | 24389      | Arrêté préfectoral du 11 octobre 2018                                  | 1er janvier 2019             | Les Eyzies                     |                                                                      |                                                                      |                                                                      |                                                                      |
| La Jemaye                        | 24216      | Arrêté préfectoral du 1er décembre 2016                                | 1er janvier 2017             | La Jemaye-Ponteyraud           | F                                                                    | Arrêté préfectoral du 20 décembre 2024                               | 1er janvier 2025                                                     |                                                                      |
| Ponteyraud                       | 24333      | Arrêté préfectoral du 1er décembre 2016                                | 1er janvier 2017             | La Jemaye-Ponteyraud           | F                                                                    | Arrêté préfectoral du 20 décembre 2024                               | 1er janvier 2025                                                     |                                                                      |
| Beaussac                         | 24033      | Arrêté préfectoral du 29 juin 2016                                     | 1er janvier 2017             | Mareuil en Périgord            |                                                                      |                                                                      |                                                                      |                                                                      |
| Champeaux-et-la-Chapelle-Pommier | 24099      | Arrêté préfectoral du 29 juin 2016                                     | 1er janvier 2017             | Mareuil en Périgord            |                                                                      |                                                                      |                                                                      |                                                                      |
| Les Graulges                     | 24203      | Arrêté préfectoral du 29 juin 2016                                     | 1er janvier 2017             | Mareuil en Périgord            |                                                                      |                                                                      |                                                                      |                                                                      |
| Léguillac-de-Cercles             | 24235      | Arrêté préfectoral du 29 juin 2016                                     | 1er janvier 2017             | Mareuil en Périgord            |                                                                      |                                                                      |                                                                      |                                                                      |
| Mareuil                          | 24253      | Arrêté préfectoral du 29 juin 2016                                     | 1er janvier 2017             | Mareuil en Périgord            |                                                                      |                                                                      |                                                                      |                                                                      |
| Monsec                           | 24283      | Arrêté préfectoral du 29 juin 2016                                     | 1er janvier 2017             | Mareuil en Périgord            |                                                                      |                                                                      |                                                                      |                                                                      |
| Puyrenier                        | 24344      | Arrêté préfectoral du 29 juin 2016                                     | 1er janvier 2017             | Mareuil en Périgord            |                                                                      |                                                                      |                                                                      |                                                                      |
| Saint-Sulpice-de-Mareuil         | 24503      | Arrêté préfectoral du 29 juin 2016                                     | 1er janvier 2017             | Mareuil en Périgord            |                                                                      |                                                                      |                                                                      |                                                                      |
| Vieux-Mareuil                    | 24579      | Arrêté préfectoral du 29 juin 2016                                     | 1er janvier 2017             | Mareuil en Périgord            |                                                                      |                                                                      |                                                                      |                                                                      |
| Chenaud                          | 24118      | Arrêté préfectoral du 14 décembre 2015                                 | 1er janvier 2016             | Parcoul-Chenaud                |                                                                      |                                                                      |                                                                      |                                                                      |
| Parcoul                          | 24316      | Arrêté préfectoral du 14 décembre 2015                                 | 1er janvier 2016             | Parcoul-Chenaud                |                                                                      |                                                                      |                                                                      |                                                                      |
| Belvès                           | 24035      | Arrêté préfectoral du 21 décembre 2015                                 | 1er janvier 2016             | Pays de Belvès                 |                                                                      |                                                                      |                                                                      |                                                                      |
| Saint-Amand-de-Belvès            | 24363      | Arrêté préfectoral du 21 décembre 2015                                 | 1er janvier 2016             | Pays de Belvès                 |                                                                      |                                                                      |                                                                      |                                                                      |
| Peyrillac-et-Millac              | 24325      | Arrêté préfectoral du 27 septembre 2021                                | 1er janvier 2022             | Pechs-de-l'Espérance           |                                                                      |                                                                      |                                                                      |                                                                      |
| Cazoulès                         | 24089      | Arrêté préfectoral du 27 septembre 2021                                | 1er janvier 2022             | Pechs-de-l'Espérance           |                                                                      |                                                                      |                                                                      |                                                                      |
| Orliaguet                        | 24314      | Arrêté préfectoral du 27 septembre 2021                                | 1er janvier 2022             | Pechs-de-l'Espérance           |                                                                      |                                                                      |                                                                      |                                                                      |
| Puymangou                        | 24343      | Arrêté préfectoral du 21 décembre 2015 modifiant celui du 14 décembre, | 1er janvier 2016             | Saint Aulaye-Puymangou         |                                                                      |                                                                      |                                                                      |                                                                      |
| Saint-Julien-d'Eymet             | 24433      | Arrêté préfectoral du 21 septembre 2018                                | 1er janvier 2019             | Saint-Julien-Innocence-Eulalie |                                                                      |                                                                      |                                                                      |                                                                      |
| Sainte-Eulalie-d'Eymet           | 24402      | Arrêté préfectoral du 21 septembre 2018                                | 1er janvier 2019             | Saint-Julien-Innocence-Eulalie |                                                                      |                                                                      |                                                                      |                                                                      |
| Sainte-Innocence                 | 24423      | Arrêté préfectoral du 21 septembre 2018                                | 1er janvier 2019             | Saint-Julien-Innocence-Eulalie |                                                                      |                                                                      |                                                                      |                                                                      |
| Festalemps                       | 24178      | Arrêté préfectoral du 26 septembre 2016                                | 1er janvier 2017             | Saint Privat en Périgord       |                                                                      |                                                                      |                                                                      |                                                                      |
| Saint-Antoine-Cumond             | 24368      | Arrêté préfectoral du 26 septembre 2016                                | 1er janvier 2017             | Saint Privat en Périgord       |                                                                      |                                                                      |                                                                      |                                                                      |
| Saint-Privat-des-Prés            | 24400      | Arrêté préfectoral du 26 septembre 2016                                | 1er janvier 2017             | Saint Privat en Périgord       |                                                                      |                                                                      |                                                                      |                                                                      |
| Breuilh                          | 24065      | Arrêté préfectoral du 26 septembre 2016                                | 1er janvier 2017             | Sanilhac                       |                                                                      |                                                                      |                                                                      |                                                                      |
| Marsaneix                        | 24258      | Arrêté préfectoral du 26 septembre 2016                                | 1er janvier 2017             | Sanilhac                       |                                                                      |                                                                      |                                                                      |                                                                      |
| Notre-Dame-de-Sanilhac           | 24312      | Arrêté préfectoral du 26 septembre 2016                                | 1er janvier 2017             | Sanilhac                       |                                                                      |                                                                      |                                                                      |                                                                      |
| Flaugeac                         | 24181      | Arrêté préfectoral du 6 novembre 2018                                  | 1er janvier 2019             | Sigoulès-et-Flaugeac           |                                                                      |                                                                      |                                                                      |                                                                      |
| Sigoulès                         | 24534      | Arrêté préfectoral du 6 novembre 2018                                  | 1er janvier 2019             | Sigoulès-et-Flaugeac           |                                                                      |                                                                      |                                                                      |                                                                      |
| Ligueux                          | 24239      | Arrêté préfectoral du 21 décembre 2015                                 | 1er janvier 2016             | Sorges et Ligueux en Périgord  |                                                                      |                                                                      |                                                                      |                                                                      |
| Sorges                           | 24540      | Arrêté préfectoral du 21 décembre 2015                                 | 1er janvier 2016             | Sorges et Ligueux en Périgord  |                                                                      |                                                                      |                                                                      |                                                                      |
| Cercles                          | 24093      | Arrêté préfectoral du 26 septembre 2016                                | 1er janvier 2017             | La Tour-Blanche-Cercles        |                                                                      |                                                                      |                                                                      |                                                                      |
| La Tour-Blanche                  | 24554      | Arrêté préfectoral du 26 septembre 2016                                | 1er janvier 2017             | La Tour-Blanche-Cercles        |                                                                      |                                                                      |                                                                      |                                                                      |
| Cendrieux                        | 24092      | Arrêté préfectoral du 26 septembre 2016                                | 1er janvier 2017             | Val de Louyre et Caudeau       |                                                                      |                                                                      |                                                                      |                                                                      |
| Saint-Laurent-des-Bâtons         | 24435      | Arrêté préfectoral du 26 septembre 2016                                | 1er janvier 2017             | Val de Louyre et Caudeau       |                                                                      |                                                                      |                                                                      |                                                                      |
| Sainte-Alvère                    | 24362      | Arrêté préfectoral du 26 septembre 2016                                | 1er janvier 2017             | Val de Louyre et Caudeau       |                                                                      |                                                                      |                                                                      |                                                                      |